# Almendralejo
Almendralejo es un municipio y ciudad española de la provincia de Badajoz, en la comunidad autónoma de Extremadura. Su población en 2024 era de 34 284 habitantes según el INE. Es cabecera del partido judicial homónimo y capital de la comarca de Tierra de Barros.
El núcleo inicial de la población se formalizó en torno a la iglesia parroquial y la Casa de la Encomienda de la Orden de Santiago que se situaba enfrente, configurando una trama que, en el siglo XVI, quedaba formada por la calle Real y su prolongación en la actual calle Mérida y otras inmediatas. En el siglo XVII se prolongaba ya hasta el Altozano, Mártires y Caño. El crecimiento siguiente fue muy destacado, extendiéndose hasta casi los caminos de Aceuchal y Villafranca en el siglo XIX. 
Tiene una extensión de 15 563 hectáreas y su clima es bastante seco, de inviernos templados y elevadas temperaturas en verano. Sus suelos fértiles por su riqueza en nutrientes, la han convertido en una de las más importantes zonas productoras de vinos de todo el territorio nacional. Desde la década de 1980 la ciudad ha adquirido cierta tradición como centro productor de cava. Almendralejo es también conocida como «Ciudad del Romanticismo» por ser el lugar de nacimiento de dos principales poetas de este movimiento literario, José de Espronceda y Carolina Coronado.

## Geografía
Integrado en la comarca de Tierra de Barros, de la que ejerce de capital regional, se sitúa a 60 kilómetros de Badajoz. El término municipal está atravesado por las siguientes carreteras: 
- Autovía Ruta de la Plata (A-66), vía rápida de comunicación entre Mérida y Sevilla.
- Carretera nacional N-630, entre los pK 643 y 655, alternativa convencional a la anterior.
- Carretera autonómica EX-105, que conecta con Aceuchal.
- Carretera autonómica EX-212, que permite la comunicación con Palomas.
- Otras carreteras locales que se dirigen hacia Arroyo de San Serván, Solana de los Barros y Fuente del Maestre.

El relieve del municipio es predominantemente llano, oscilando la altitud entre los 402 metros al sur y los 250 metros al noroeste, a orillas de un arroyo. El casco urbano se alza a 337 metros sobre el nivel del mar. 
| Noroeste: Mérida         | Norte: Mérida y Torremejía | Nordeste: La Zarza                 |
| Oeste: Mérida y Aceuchal |                            | Este: Alange                       |
| Suroeste: Aceuchal       | Sur: Fuente del Maestre    | Sureste: Villafranca de los Barros |

## Historia

### Prehistoria

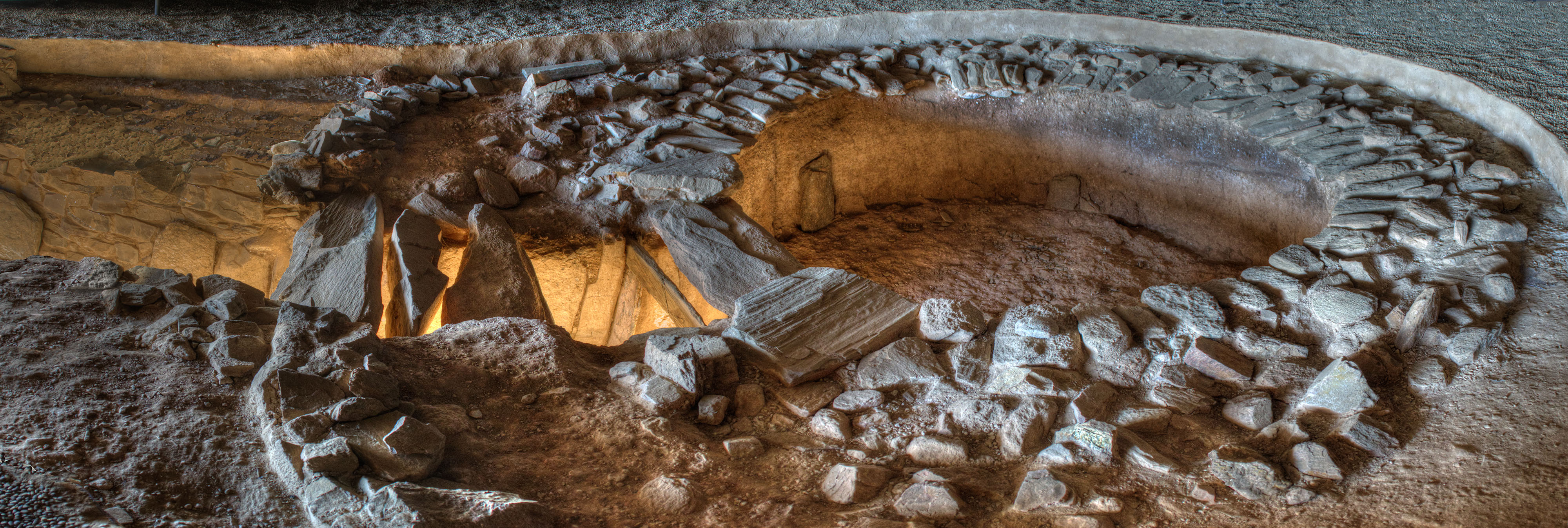
Sepulcro de Huerta Montero, del V milenio a. C.

Los vestigios de los primeros moradores de la localidad que hallamos hasta el momento se reflejan en un dolmen de la Vega de Harnina, conocido como Sepulcro de Huerta Montero, los asentamientos de Los Villares y otros restos antiguos, aunque no es hasta 1228 cuando los primeros campesinos llegados desde la cercana Mérida comienzan a formar una aldea, junto al asentamiento autóctono existente, tal vez con una antigüedad mucho anterior.

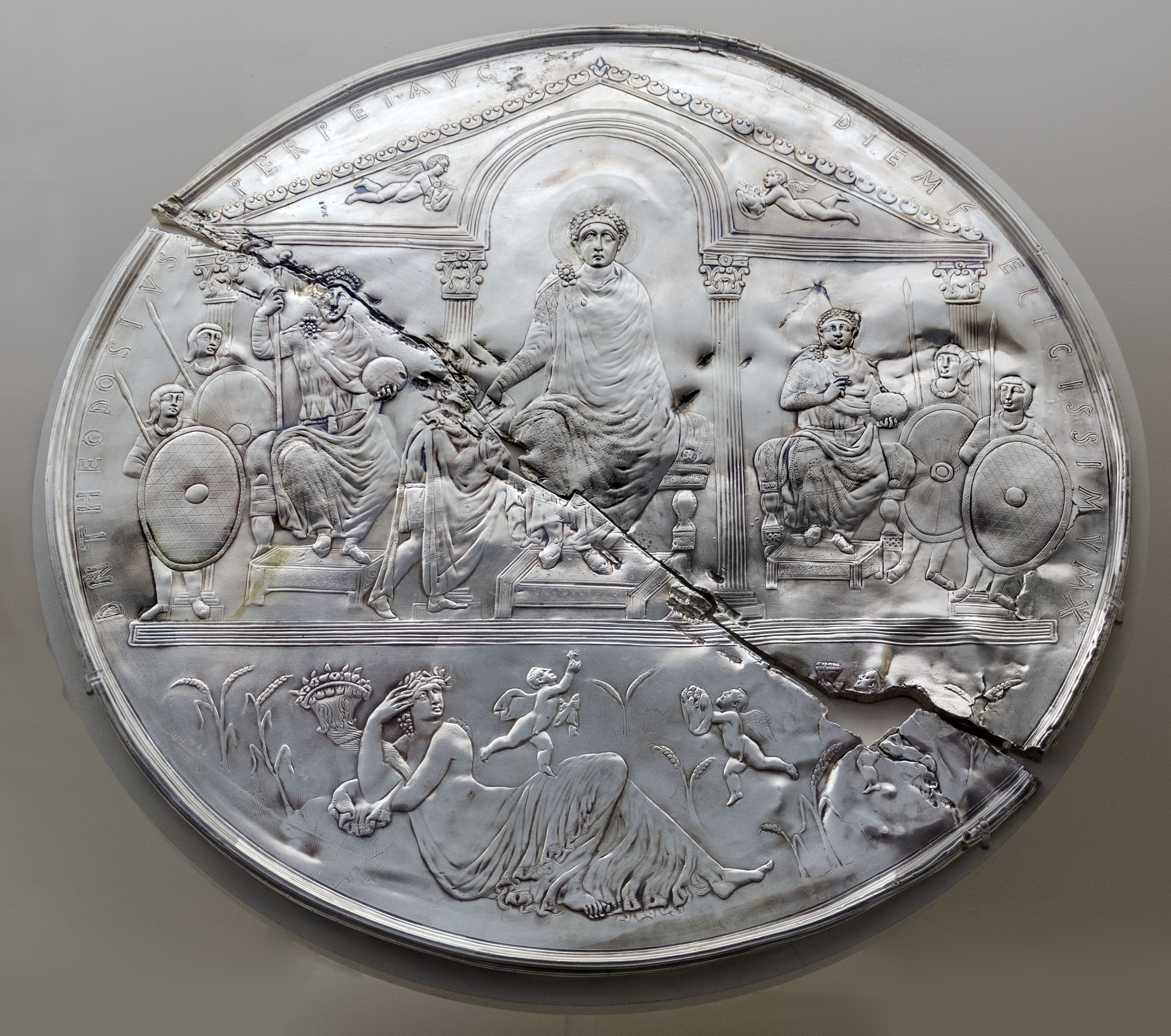
Réplica del Disco de Teodosio, del d. C., que fue hallado en Almendralejo en 1847

### Fundación medieval
Su fundación se corresponde con el poblamiento del territorio emeritense desarrollado por la Orden de Santiago tras la Reconquista, y tuvo lugar en algún punto indeterminado del siglo XIII. Hay que remontarse al 8 de abril de 1327 para encontrar un privilegio otorgado a Mérida sobre la posesión de derechos militares, económicos y jurídicos sobre los enclaves de la zona como primer documento en el que se nombra a Almendralejo. En él se habla de una vasta extensión plagada de almendros por lo que se le conocía como el Almendral, como aparece en el Libro de la Montería del Rey Don Alfonso el Nono. Dada su cercanía con la antigua capital romana se le llamaba Almendral de Mérida aunque, en relación con su tamaño, pronto se prefirió referirse a ella con el diminutivo Almendralejo. La Orden de Santiago se hizo cargo de su jurisdicción como una de las aldeas de Mérida, constando ya su condición de Encomienda a mediados del siglo XIV.

### Edad Moderna
Como la mayoría de los pueblos extremeños, Almendralejo contribuyó a la conquista americana. Según el presbítero Navarro del Castillo, durante el siglo XVI, salieron para Indias 59 personas de Almendralejo. Entre ellos, los más significativos son: Diego Pérez de la Torre, gobernador de Nueva Galicia; Martín Casillas conocido como "el Alarife", arquitecto de la catedral mexicana de Guadalajara; el licenciado Alonso Ortiz de Elgueta, alcalde mayor de Nicaragua y gobernador de Honduras, y Pedro Alonso Galeas y Diego de Paradas, capitanes destacados en la conquista de Venezuela.
En 1536, y después de una larga disputa con Mérida, Carlos I concede a Almendralejo la independencia jurisdiccional y el título de Muy Noble Villa. El 23 de diciembre de ese mismo año se compraron por 32 000 ducados de oro (que se pagaron al contado) el título de Villazgo por medio del procurador y apoderado Diego Fernández Buenavida.
Aunque, en 1573 la localidad fue vendida a Sevilla junto con Montemolín, Monesterio, Calzadilla de los Barros y Medina de las Torres, por 45 000 ducados, volvió a ser parte de la Orden de Santiago cinco años después. Así, en 1594 formaba parte de la provincia de León de la Orden de Santiago y contaba con 900 vecinos pecheros.
En 1603 empezó la construcción del Ayuntamiento, en la plaza de España. El 1 de noviembre de 1696, el rey Carlos II concedió el privilegio de Villa Realenga, con su jurisdicción, señorío y vasallaje, al término del importe pagado en 1665, por su compra. Para entonces, Almendralejo contaba con 28 calles, tres plazas y 2000 habitantes. También de esta época procede el primer mapa del municipio, que hoy se encuentra en archivo general del Reino, en Salamanca.

### Edad Contemporánea

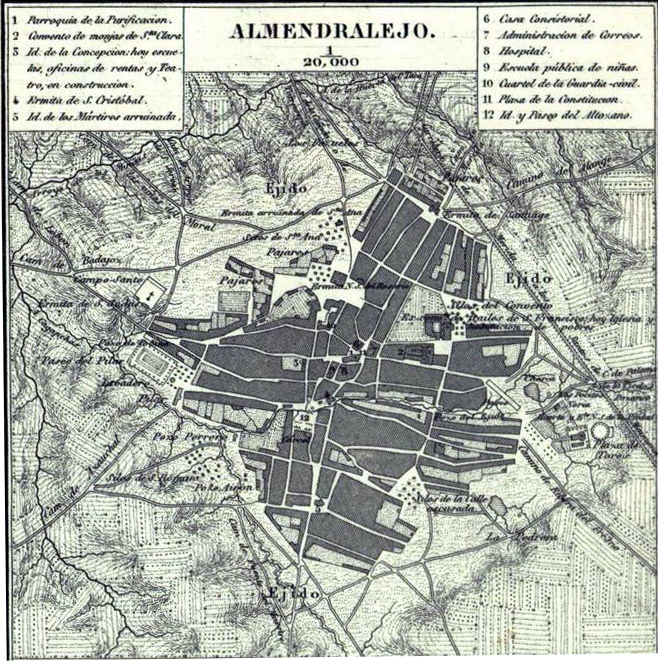
Mapa de mediados del de Almendralejo, por Francisco Coello

En 1808, en plena guerra de la Independencia española, Juan Nieto y Aguilar, segundo marqués de Monsalud y coronel de los Reales Ejércitos, se prestó a reunir bajo su mando a todos los vecinos de la villa y pueblos aledaños para luchar en las batallas de Medellín y La Albuera. El 1 de abril del siguiente año la población fue tomada por las tropas francesas, fue liberada por el propio marqués de Monsalud meses más tarde y de nuevo fue sitiada bajo mando francés en 1812.
A la caída del Antiguo Régimen la localidad se constituye en municipio constitucional en la región de Extremadura. Desde 1834 es sede del partido judicial de Almendralejo. En el censo de 1842 contaba con 1502 hogares y 5810 vecinos.
El 23 de agosto de 1847 en la finca Sancho, propiedad de Antonio Martínez, a unos 800 metros de la población, el jornalero Juan Aguilar, acompañado por Bartolomé Giraldo, Pedro López y José García, descubrió el Disco de Teodosio, una reliquia de plata de la época romana. La Real Academia de la Historia compró la pieza por 27 500 reales de vellón y por eso hoy se conserva en Madrid, en el Gabinete de Antigüedades de dicha institución. El 26 de enero de 1851, Isabel II concedió a Almendralejo el título de ciudad. A efectos eclesiásticos, hasta 1873 Almendralejo perteneció a la diócesis del Priorato de San Marcos de León, año a partir del cual pasó a la jurisdicción de la diócesis de Badajoz. En 1900, el quinto marqués de Monsalud, Mariano Carlos Solano Gálvez, aficionado a la arqueología y coleccionista, descubrió la estación neolítica de la Vega de Harnina, verdadero museo del arte neolítico debido a la cantidad y variedad de las piezas encontradas.

#### Guerra civil española
El 7 de agosto de 1936, entraron en la localidad las tropas sublevadas al mando del general Franco y tomaron Almendralejo. Antes de la llegada de las fuerzas de asalto, los milicianos republicanos congregaron en el edificio que servía como cárcel a diferentes civiles elegidos por su fe religiosa o por apoyar, según su criterio, a las fuerzas militares que llegaban a la ciudad. Los republicanos los rociaron con líquido inflamable y los asesinaron prendiéndoles fuego, con el objetivo de aterrorizar a sus familias y al resto de la población. Ante el avance imparable de la columna militar sublevada, unos 40 milicianos republicanos se hicieron fuertes en la torre de la parroquia de la Purificación. 
Los militares sublevados decidieron entonces prender fuego a la parroquia (destruyendo retablos y pinturas) y bombardear la Torre (haciendo un gran agujero en el cuerpo de campanas) con un cañón que instalaron en la Fuente la Negra para forzar la rendición de los republicanos, que resistieron hasta el 15 de agosto, cuando se rindieron, siendo casi todos fusilados de inmediato. Acto seguido, asesinaron a unos 1000 civiles.

#### Democracia

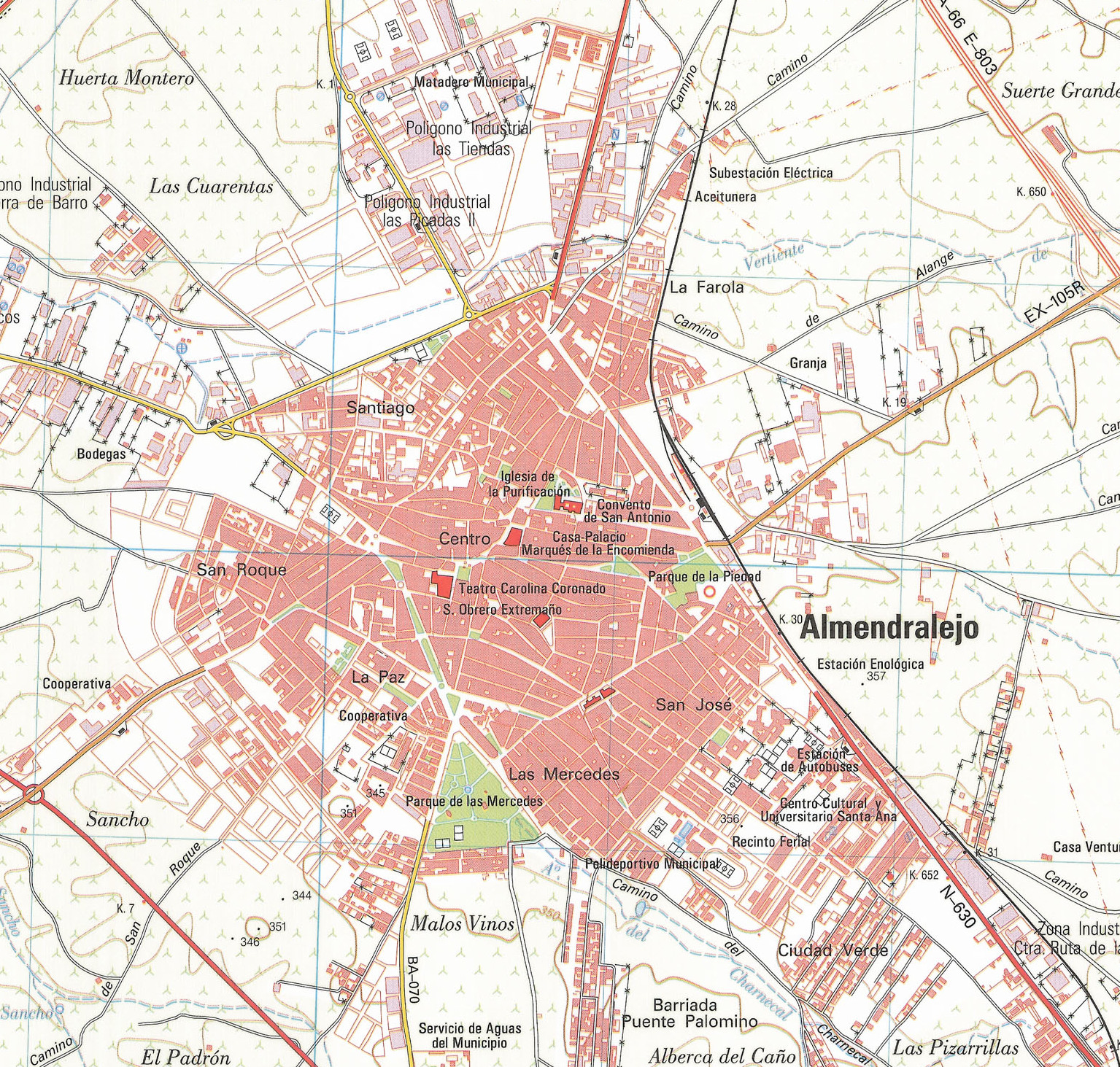
Almendralejo según el Mapa Topográfico Nacional de 2010

El primer alcalde del actual régimen democrático fue Juan Pabón, regidor local desde 1979 hasta 1983 por UCD. Después fue relevado por José García Bote, apodado el Aspirina, alcalde por el PSOE desde 1983 hasta 1995. Le siguió Manuel Jesús Morán Rosado desde 1995 hasta 1999 por el PP. Francisco Javier Fernández Perianes tuvo un efímero mandato (1999-2000) por el PP y le sustituyó, tras una moción de censura con el apoyo de Miguel Cansado (Izquierda Unida), José María Ramírez Morán, del PSOE, que estuvo desde el año 2000 hasta 2011. José García Lobato, por el PP, entró en 2011 y ejerció de alcalde hasta junio de 2019, cuando José María Ramírez inició su segundo mandato, ocho años después, gracias al apoyo de Ciudadanos, que con tres concejales más diez de los socialistas, sumaron mayoría absoluta. En 2023 volvió a ganar el PSOE por mayoría absoluta volviendo a ser alcalde José María Ramírez y, con ello el PSOE conquistaría su quinta mayoría absoluta desde la democracia.
Actualmente Almendralejo es reconocida como «Ciudad del Cava» —un tipo de vino espumoso— y pertenece a la «Región del Cava», según determina el Centro Regulador del Cava. La producción del cava en Almendralejo comenzó en la década de 1980 con un grupo de tres empresarios que crearon el «Cava Vía de la Plata», inscrito en la D.O. Cava desde 1983. En 1985 nació «Cava Bonaval». En la actualidad hay cuatro bodegas inscritas en la D.O. Cava: Bodegas Vía de la Plata, Bodegas López Morenas, Bodegas Romale y Bodegas Marcelino Díaz. Asimismo, en Almendralejo se encuentra la sede del consejo regulador de la denominación de origen Ribera del Guadiana, que incluye un amplio territorio. 

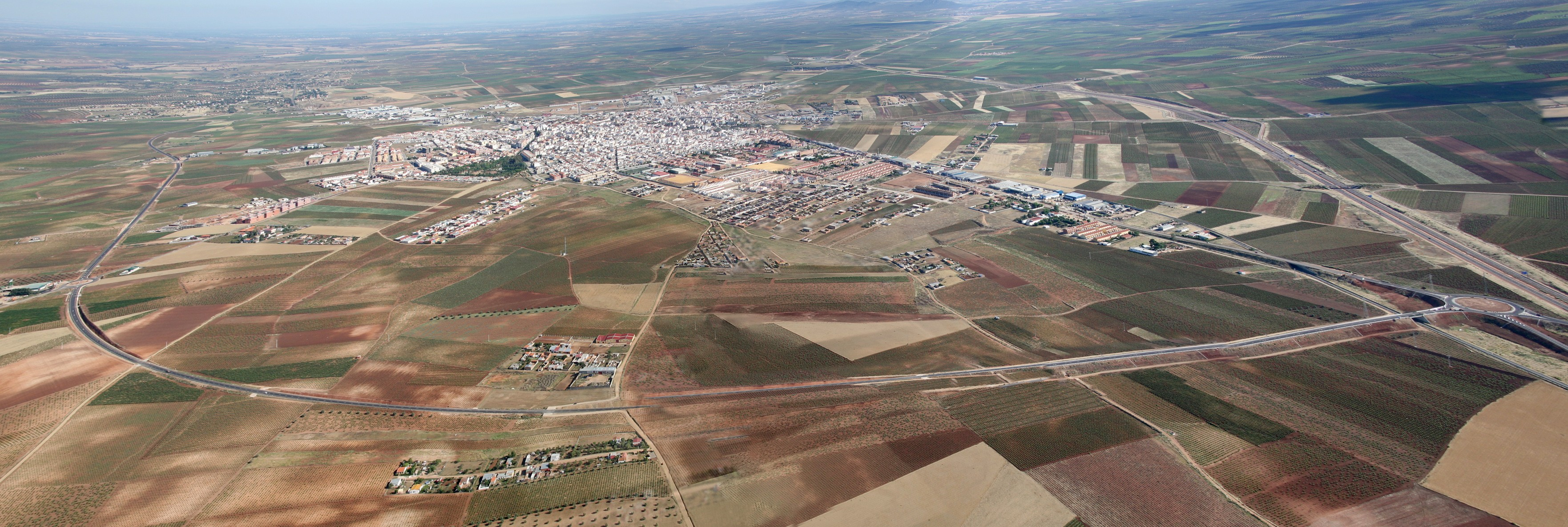
Vista aérea de Almendralejo

## Demografía
Almendralejo cuenta con una población de 34 284 habitantes (INE 2024).
| Gráfica de evolución demográfica de Almendralejo entre 1842 y 2021                                                  |
| |
| Población de derecho según los censos de población del INE Población de hecho según los censos de población del INE |

## Administración y política

### Gobierno municipal
| Periodo   | Nombre                              | Partido | Partido                                  |
| --------- | ----------------------------------- | ------- | ---------------------------------------- |
| 1979-1983 | Juan Pabón Paredes                  |         | Unión de Centro Democrático (UCD)        |
| 1983-1995 | José García Bote                    |         | Partido Socialista Obrero Español (PSOE) |
| 1995-1999 | Manuel Jesús Morán Rosado           |         | Partido Popular (PP)                     |
| 1999-2000 | Francisco Javier Fernández Perianes |         | Partido Popular (PP)                     |
| 2000-2011 | José María Ramírez Morán            |         | Partido Socialista Obrero Español (PSOE) |
| 2011-2019 | José García Lobato                  |         | Partido Popular (PP)                     |
| 2019-act. | José María Ramírez Morán            |         | Partido Socialista Obrero Español (PSOE) |

| Partido político                         | 2023  | 2023  | 2023       | 2019  | 2019  | 2019       | 2015  | 2015  | 2015       | 2011  | 2011  | 2011       | 2007  | 2007  | 2007       |
| Partido político                         | Votos | %     | Concejales | Votos | %     | Concejales | Votos | %     | Concejales | Votos | %     | Concejales | Votos | %     | Concejales |
| Partido Socialista Obrero Español (PSOE) | 7535  | 46,15 | 11         | 6825  | 42,91 | 10         | 4902  | 30,08 | 8          | 6302  | 37,02 | 8          | 10100 | 64,86 | 14         |
| Partido Popular (PP)                     | 5010  | 30,68 | 7          | 4529  | 28,48 | 7          | 8116  | 49,80 | 13         | 9007  | 52,91 | 12         | 4283  | 27,51 | 6          |
| Vox                                      | 2128  | 13,03 | 3          | 825   | 5,18  | 1          | —     | —     | —          | —     | —     | —          | —     | —     | —          |
| Ciudadanos (CS)                          | 708   | 4,33  | 0          | 2039  | 12,82 | 3          | 727   | 4,46  | 0          | —     | —     | —          | —     | —     | —          |
| Izquierda Unida (IU)                     | 685   | 4,19  | 0          | 256   | 1,60  | 0          | 781   | 4,79  | 0          | 898   | 5,28  | 1          | 837   | 5,38  | 1          |

### Organización territorial
Los barrios de Almendralejo son San José, Las Mercedes, El Mercado, San Roque, La Paz, Centro, La Florida, San Marcos, Cantalgallo, La Farola, San Antonio y Santiago.

## Economía

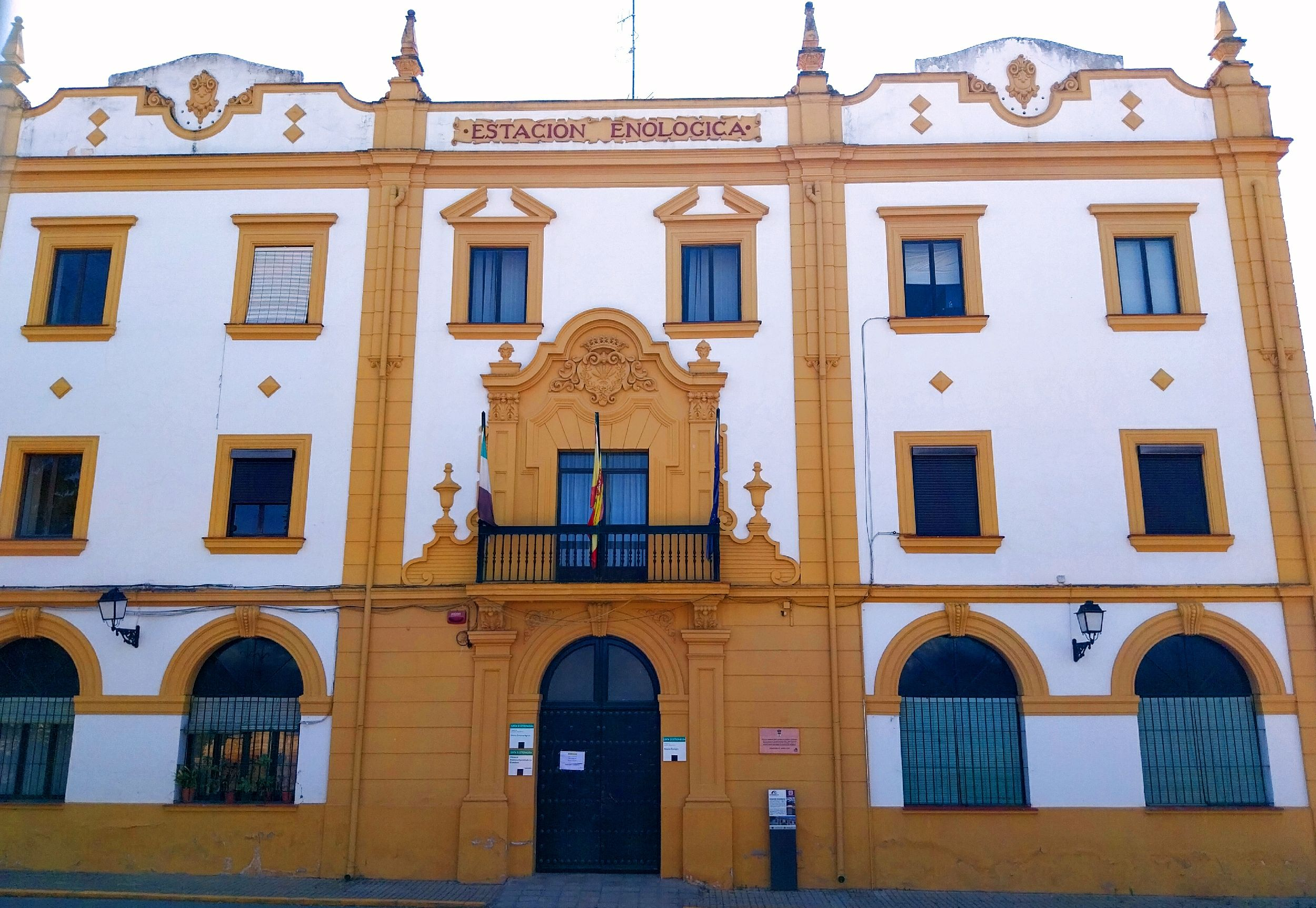
Estación Enológica de Almendralejo (1915)

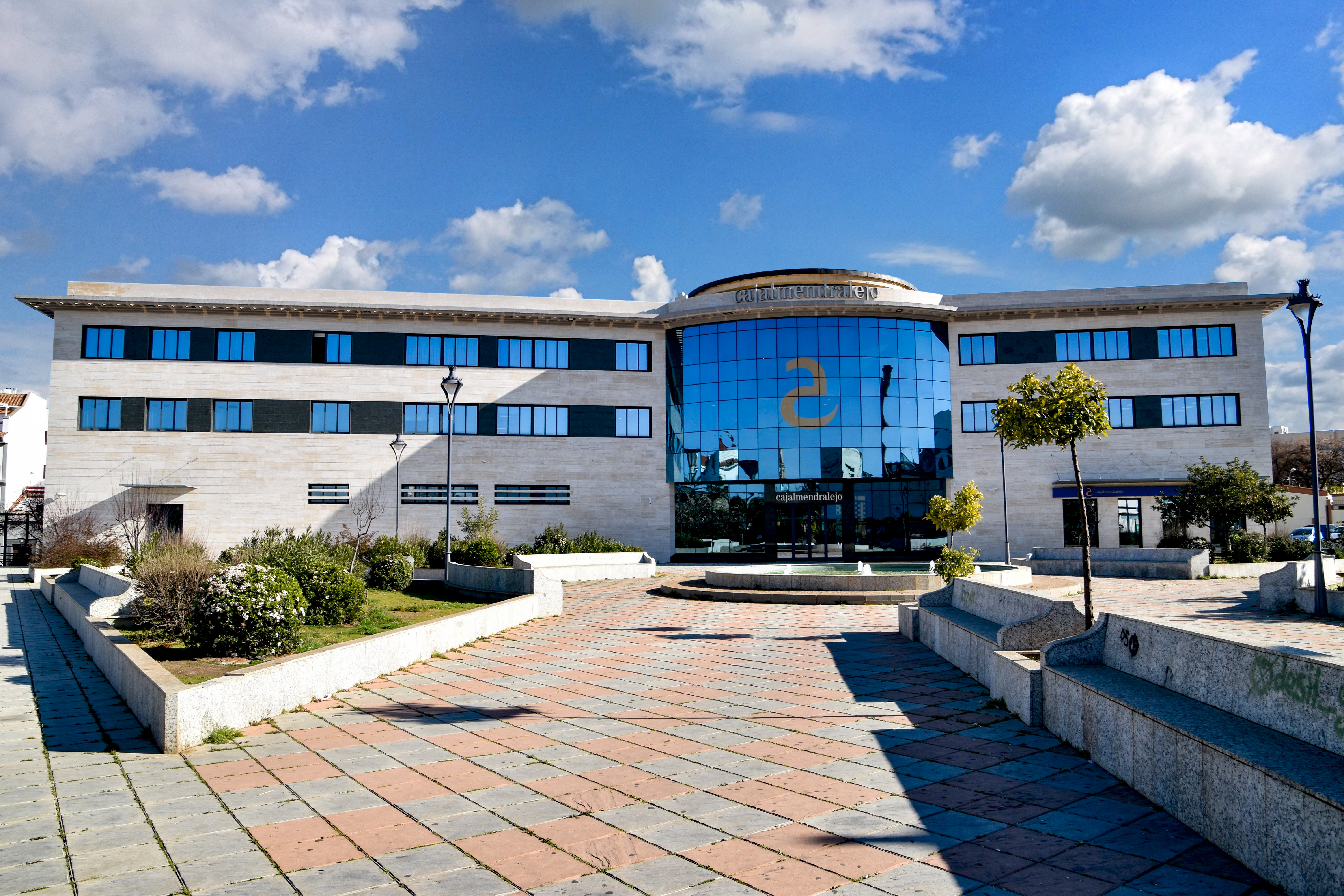
Servicios Centrales de Cajalmendralejo (2004)

Su situación en una de las tierras más fértiles de Extremadura y cruzada por la Ruta de la Plata ha convertido a la ciudad en una urbe desarrollada que ofrece una pujante industria de todo tipo, además de una economía basada en los cultivos tradicionales del vino y la aceituna. Almendralejo es uno de los puntales económicos de la comunidad autónoma y, a la vez, un ejemplo de vida rural tradicional, pero por lo que más es conocido Almendralejo es por sus bodegas.

## Patrimonio

### Edificios religiosos
Iglesias parroquiales católicas de San Roque, San José y de Nuestra Señora de la Purificación en la archidiócesis de Mérida-Badajoz.

#### Iglesia de Nuestra Señora de la Purificación

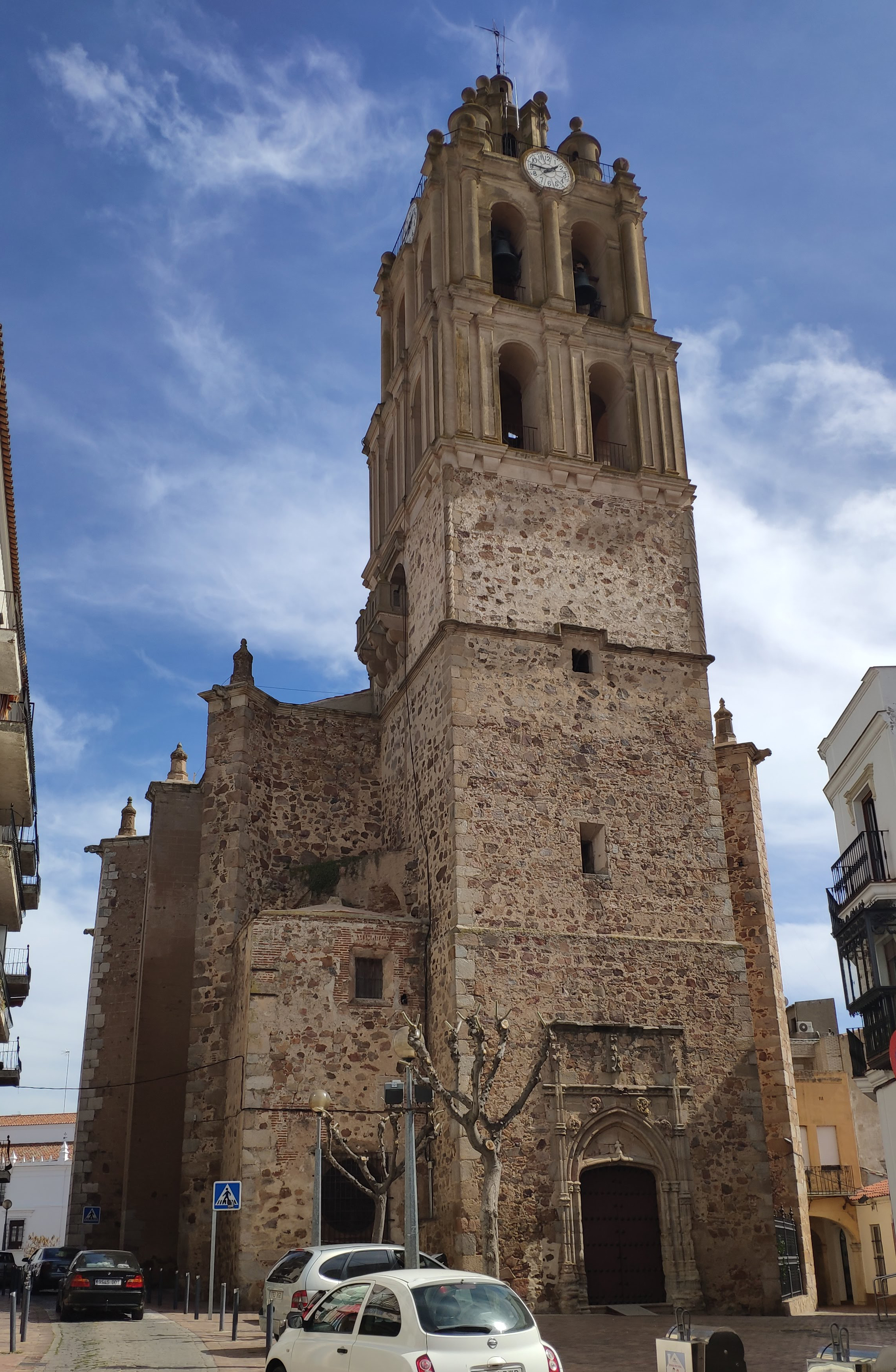
Iglesia de Nuestra Sra. de la Purificación

Se comienza a levantar sobre otra anterior en 1494 de la que se conserva la puerta que está situada a los pies, de estilo gótico tardío y su construcción dura hasta el 1515, aunque debió sufrir varias reformas desde entonces hasta el año 1539. De estilo gótico, con una bella torre de estilo herreriano y detalles barrocos, platerescos e isabelinos y preciosas portadas gótico-renacentistas de profusa ornamentación epigráfica y plateresca en la que abundan los motivos de interés, como el tallador de laúd que corona una de ellas. Afiligranados estribos enriquecen el ábside. La temática de la decoración mural está relacionada con escenas bíblicas e históricas, santos y mártires extremeños. La mayoría de los rostros pertenecen a gente de la ciudad que posaban como modelos. En el exterior se puede apreciar como sobresalen los contrafuertes que conforman el ábside, decorados con cornisas y pináculos. En los contrafuertes del ábside se disponen dos escudos, el principal es el escudo imperial de Carlos I colocado en este lugar como agradecimiento al Rey por la concesión de Privilegio de Villazgo dado en 1536; el otro escudo es el parroquial que presenta un jarro de azucenas, conchas, cruz de Santiago y el almendro, símbolo de la ciudad de Almendralejo.

#### Parroquia de San Roque
La ermita de San Roque se cerró al culto debido a su mal estado hacia 1835 y la imagen del patrón de la localidad se trasladó a la ermita de San Cristóbal. San Roque fue nombrado patrón de la localidad en el siglo XVI porque la población pasaba por grandes calamidades debido a la peste y se encomendaron al Santo abogado de la peste. Pero la ermita de San Cristóbal también fue cerrada al culto a finales del siglo XIX y la talla de San Roque se llevó a la ermita de la Piedad. Hacia 1945 el Ayuntamiento proyecta una capilla auxiliar en la silera de San Roque y un grupo escolar para el nuevo barrio que crecía en el lugar. La ermita se concluyó en 1949 y se realizó en un estilo popular meridional, muy sencilla porque estaba pensada para los niños del colegio y en 1967 fue nombrada parroquia. El edificio proyectado constaría de una capilla con sacristía, coro y acceso desde la carretera de Santa Marta. La capilla se proyectó con planta de cruz griega cubiertas las naves por bóvedas vaídas con lunetos. La fachada encalada cuenta con una puerta con arco de medio punto y sobre ella un rosetón, remata el edificio en tres espadañas con arco de medio punto en las cuales se colocan las campanas.

#### Conventos y ermitas

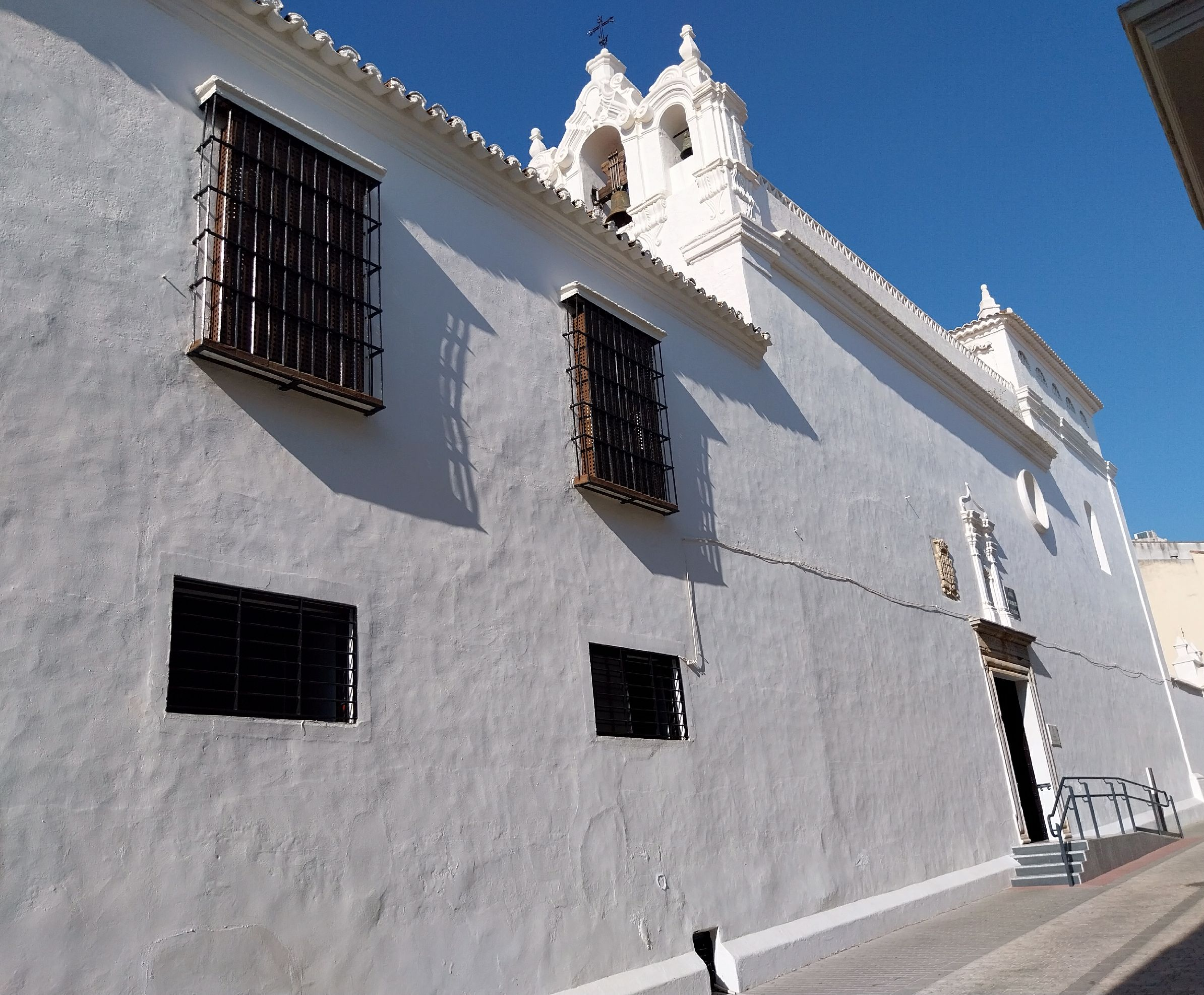
Convento e Iglesia de Santa Clara

Fueron numerosos los conventos que, buscando la protección de la orden de Santiago, se instalaron en Almendralejo.
El convento de religiosas clarisas de Nuestra Señora del Amparo fue fundado en 1556 por Marina Escribana, viuda de Francisco Ortiz de Paradas, capitán y gobernador de la ciudad de Santa Marta. Doña Marina hizo escritura pública de fundación de un monasterio que albergara a 13 monjas concepcionistas y quedara sujeto a la obediencia de la Orden Santiaguista. Para ello cedió su Casa de la calle de Harnina y 209 fanegas y 9 celemines de tierra. Con un exterior modesto, pero con numerosos puntos de interés en su interior, da albergue a las hermanas dedicadas a la oración y a la confección de deliciosos dulces artesanales.
Enfrente de este, se encuentra el desamortizado convento franciscano de San Antonio. Su fundación data del 22 de mayo de 1656, cuando Don Francisco Nieto Becerra, su esposa doña Juana de Alvarado y Mendoza y su hermana Leonor, firman la escritura de concesión del Patronato del Convento de Franciscanos Descalzos de San Antonio de Padua, con el prior don Juan de San Agustín, con la concesión del rey Felipe IV. La iglesia de este convento se terminó de construir en 1697. El piso está cubierto de 81 tumbas con losas de granito, con número esculpido, donde reposan los restos de los frailes. El Convento se terminó de construir en 1663 y años después se entregaría a los frailes la Dehesa de los Descalzos, para asegurar su sustento. Se trata de un enorme complejo, que está siendo restaurado en nuestros días y que ha sido declarado de Interés Histórico Artístico por la Junta de Extremadura. El edificio se levanta con una planta según la orden Franciscana de la provincia de San Gabriel, dos patios cuadrados unidos por una dependencia, en este caso, el refectorio. La decoración del convento se realiza con esgrafiados que aparecen en el claustro, las escaleras (zócalo y bóveda) y las dependencias de “de profundis” y el refectorio. En el extremo oeste se sitúa la ermita que destaca en altura del resto del edificio. La nave está cubierta por bóveda de cañón achaparrada con arcos fajones y el crucero con bóveda de media naranja sobre pechinas con linterna en el centro. Tiene tres retablos de estilo barroco dorados realizados en el siglo XVII. Después de una laboriosa rehabilitación, el convento alberga la biblioteca municipal, la universidad popular, la casa de la Cultura y cuenta con la Colección Monsalud, con piezas pertenecientes a las culturas romana, visigoda, árabe y cristiana medieval.
Otra de las iglesias de la localidad es el Claretiano del Corazón de María donado por la condesa de la Oliva de Plasencia, Doña Catalina Chumacero, que en 1889 cede la casa solariega de sus padres, sita en la calle Zurbarán número 2, a la Congregación de los Hijos del Inmaculado Corazón de María. El patio del convento tiene 36 columnas de una pieza de orden dórico. La iglesia, también llamada “de los Padres”, de estilo neogótico minimalista por sus arcos apuntados en las puertas, vanos y cornisas, así como su espadaña situada en la portada, se empieza a construir en 1891 y se termina en 1893. La cesión tenía la única condición de que se abriesen clases gratuitas de primera enseñanza en beneficio de las clases humildes. 
Mención especial requiere la ermita de Nuestra Señora de la Piedad, originaria de principios del siglo XVI y remodelada en 1725 y 1788. Se trata de pequeña realización encalada de sabor popular, con preciosa fachada porticada.
De las restantes ermitas que existieron en la localidad tan sólo perdura la de Santiago. De reciente inauguración y atractiva arquitectura según los modelos tradicionales, es la de San Marcos.

#### Santuario de Nuestra Señora de la Piedad

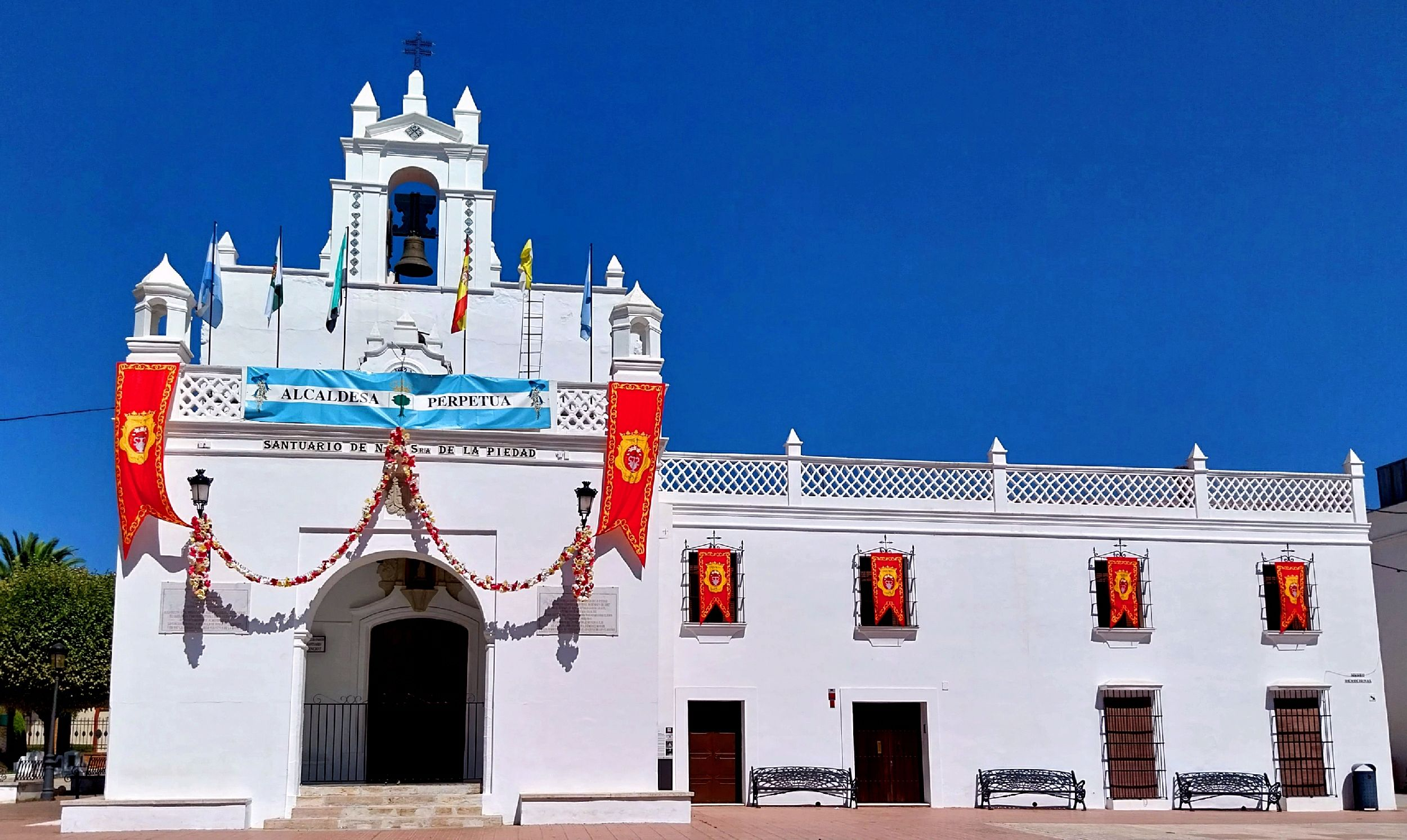
Ermita de Nuestra Señora de la Piedad

Un bello y cuidado parque en el que encontramos también la residencia de ancianos y el hospital y que se extiende por delante de la ermita originando uno de los focos más interesantes y emotivos de la ciudad. La ermita fue construida a principios del siglo XVI y remozada en el siglo XVIII. Cabe destacar el magnífico retablo barroco del altar mayor. Situado en el Atrio de la Piedad, acoge el culto a la patrona, cuya imagen primitiva de piedra policromada es del siglo XVI. Según la tradición popular, fue encontrada en 1507 en el mismo lugar donde hoy está ubicado dicho santuario. Se desconoce el aspecto de la antigua ermita pues ha soportado varias transformaciones a lo largo de los siglos. 
De las restantes ermitas que existieron en la localidad (la de Coro, la de Santa Lucía, la de la Veracruz, la de los Mártires...) tan sólo perdura, además de ésta la de Santiago. De reciente inauguración y atractiva arquitectura según los modelos tradicionales, es la de San Marcos que ha venido a sustituir a otra construida hace mucho tiempo.
En la actualidad es un edificio muy sencillo de cruz latina y dos bóvedas de media naranja en el camarín y en el crucero. Cabe destacar el magnífico retablo mayor de estilo barroco, así como los otros dos del mismo estilo colocados a izquierda y a derecha del altar mayor. Adosado se encuentra el Museo Devocional, con piezas pertenecientes a la Iglesia y otras muchas donadas por vecinos de Almendralejo.

### Edificios civiles

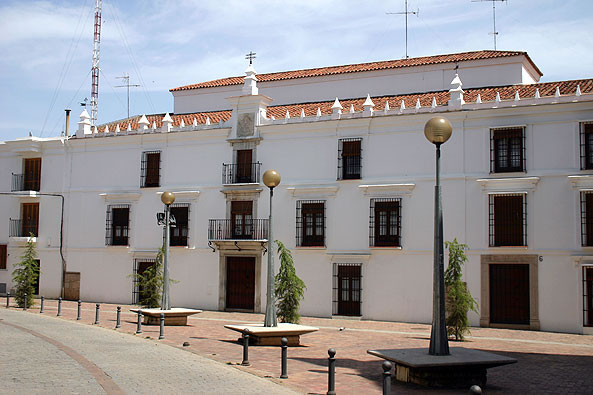
Casa-palacio de los Condes de la Oliva de Plasencia

En cuanto a las construcciones civiles del siglo XIX y comienzos del XX, las más representativas son el matadero municipal (demolido en 2002), la Cárcel (demolida en 1963), el Palacio de Justicia, la Casa Hospital de Caridad (demolido en 1999), las Escuelas Municipales y casas de los maestros, Cuartel de la Guardia Civil y otras debidas a los arquitectos Pedro Martínez, Tomás Aranguren, Ventura y Francisco Vaca, etc.
Junto al parque de la Piedad se halla la plaza de toros, erigida en 1834 y remodelada en 1912, con airosa arcada de hierro y balconada volada exterior, levantada por los albañiles locales Pedrera y Tinoco con un coste de 25 000 reales. El coso presenta la particularidad de alojar bajo el graderío a modo de bodega, numerosos conos de barro de enorme tamaño, capaces para 30 000 arrobas de vino. La primera construcción consistía en un graderío de trece escalones sobre bóveda de sección de arco apuntado y una barrera de madera. Con la remodelación senta el gradere aumío en cuatro gradas y modificando el ruedo con las dimensiones que conserva en la actualidad. La remodelación le dio un aspecto neomudéjar, muy característico en plazas de toros y mercados de la región. Las puertas de acceso a los palcos son de madera tallada y vano con arco de herradura y la galería de palcos cuenta con noventa y seis arcos sobre columnas de hierro. El interior alberga una bodega con veintinueve conos.

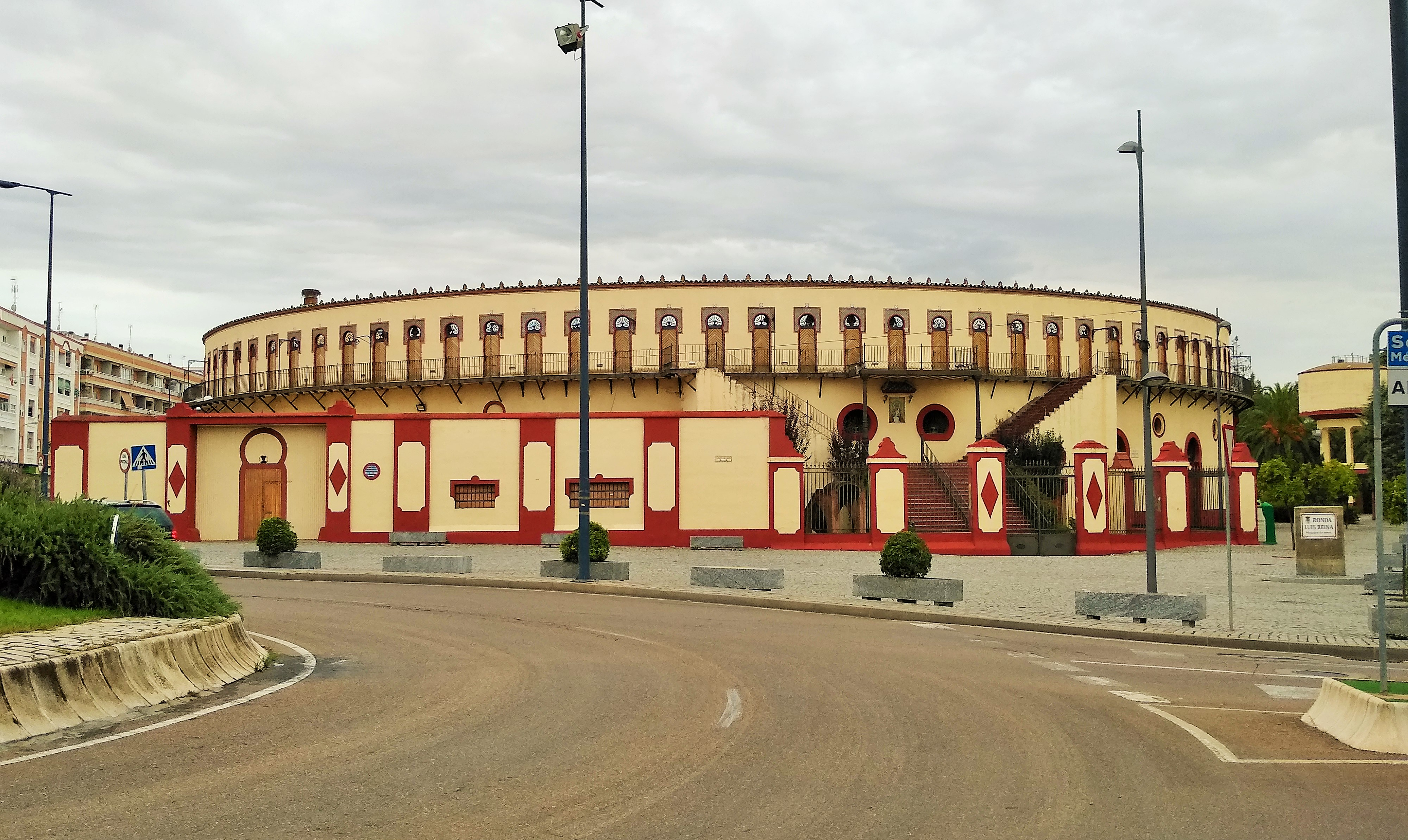
Plaza de toros de Almendralejo

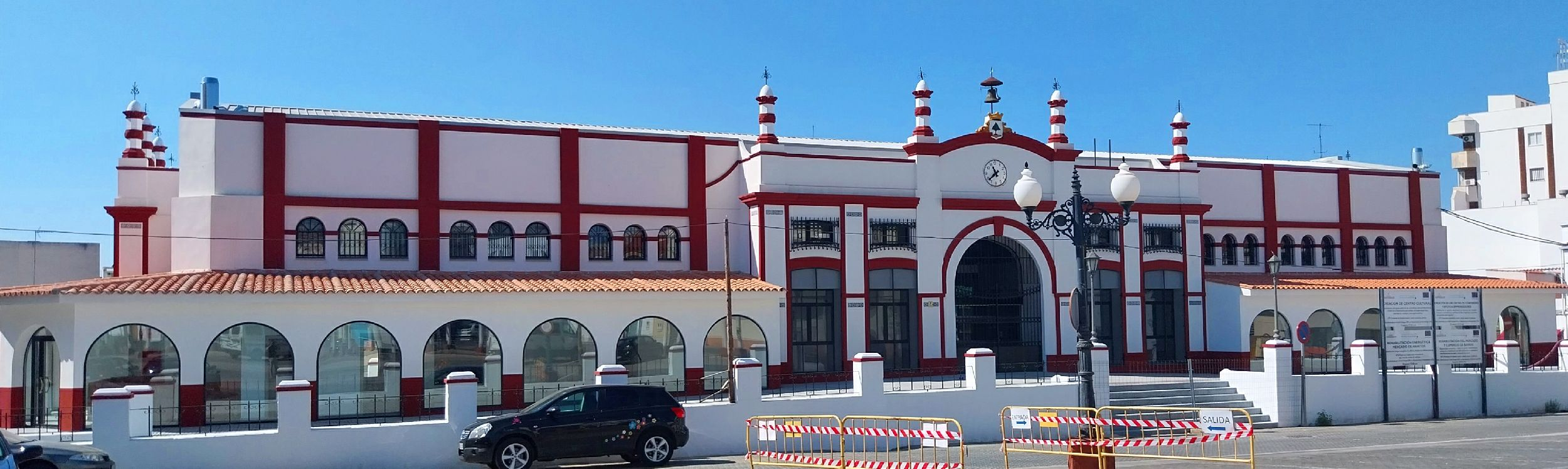
Mercado Municipal de Abastos (1928)

De especial significación resulta la Estación de Viticultura y Enología, erigida en 1915 según proyecto de Nicolás García Salmones y Antonio Pons, fue parcialmente reconstruida en 1958 tras varios años de abandono. Y también mención al Teatro Carolina Coronado construido en 1916 y decorado par Adelardo Covarsí, la sede de la Sociedad Cooperativa y de Socorros Mutuos, conocida como El Obrero Extremeño, (1930) del arquitecto local Federico Zambrano González, el Círculo Mercantil y Agrícola, levantado en 1925 por el sevillano José López Sáez y así como el Hotel España, la populosa plaza de Abastos, etc.
El pasado señorial de Almendralejo legó numerosos palacios siendo el más representativo el palacio del marqués de Monsalud, obra del siglo XVIII. El escudo esquinero es representativo de la ciudad. Hasta finales del siglo XIX fue alojamiento de la familia Espronceda. Recientemente se ha convertido en sede del Ayuntamiento. Otros palacios serían el de los Marqueses de la Encomienda, situado en la calle Ricardo Romero y el de los Marqueses de la Colonia, en la calle Reyes Católicos, además del de los Condes de Oliva y el de la familia Flores.

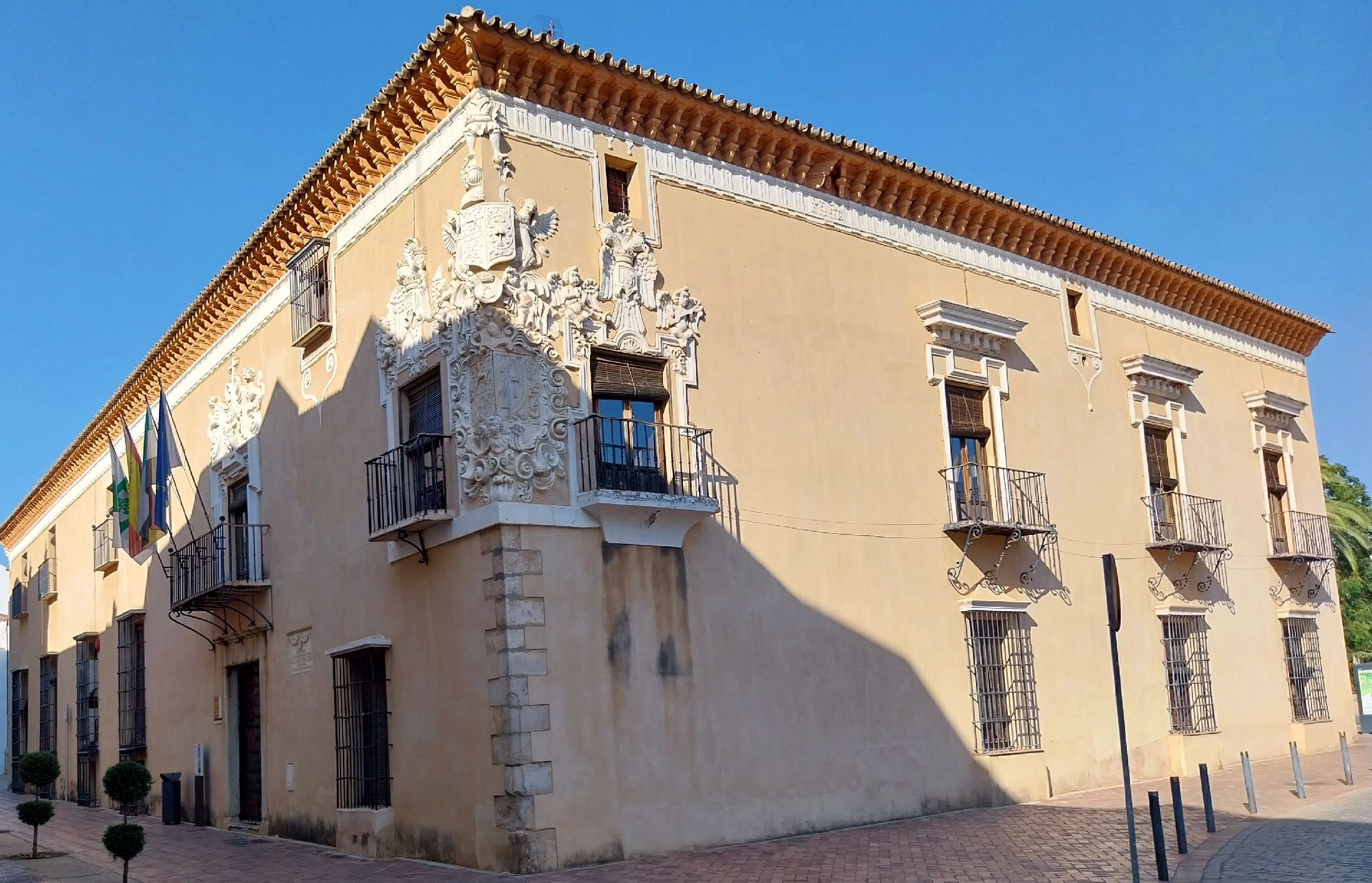
Palacio de Monsalud
El palacio de Monsalud fue construido en 1752 y, como hemos dicho anteriormente, en él nació el poeta del Romanticismo José de Espronceda. El edificio ocupa un gran solar formando esquina, tiene tres plantas en las cuales se abren varios vanos adintelados.
El interior se estructura en torno a un patio central, en la planta baja los arcos de medio punto montan columnas en granito rosado y decorado con un zócalo de azulejería sevillana del siglo XVIII; en el primer piso sobresale una hermosa balaustrada de cerámica roja sobre la que apoya pequeñas columnas de granito con arcos de medio punto. En la fachada principal destaca la puerta con jambas y dintel de mármol, el balcón de hierro forjado con motivos barrocos en la parte superior. La esquina es una de las partes más importantes y conocidas del palacio por lo profusamente decorada. Desde 1983 y tras sufrir una restauración es sede del ayuntamiento. 
La época de máximo esplendor de este palacio está ligada al quinto marqués de Monsalud, Mariano Carlos Solano Gálvez, que era un gran aficionado a la arqueología y contaba con una gran colección de piezas arqueológicas de muchas culturas diversas.

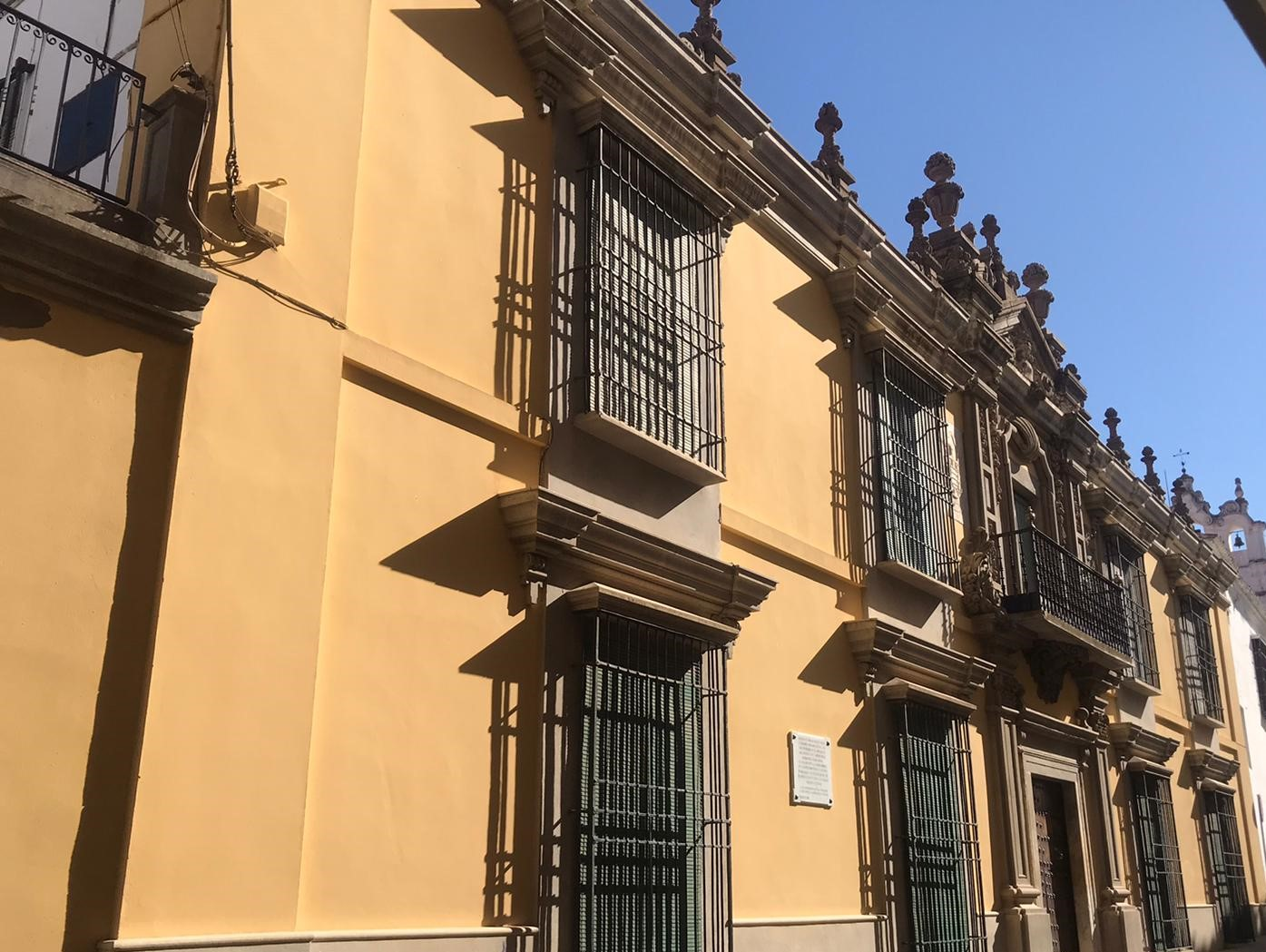
Palacio del Marqués de la Encomienda construido en el y posteriormente renovado en el

#### Teatro Carolina Coronado

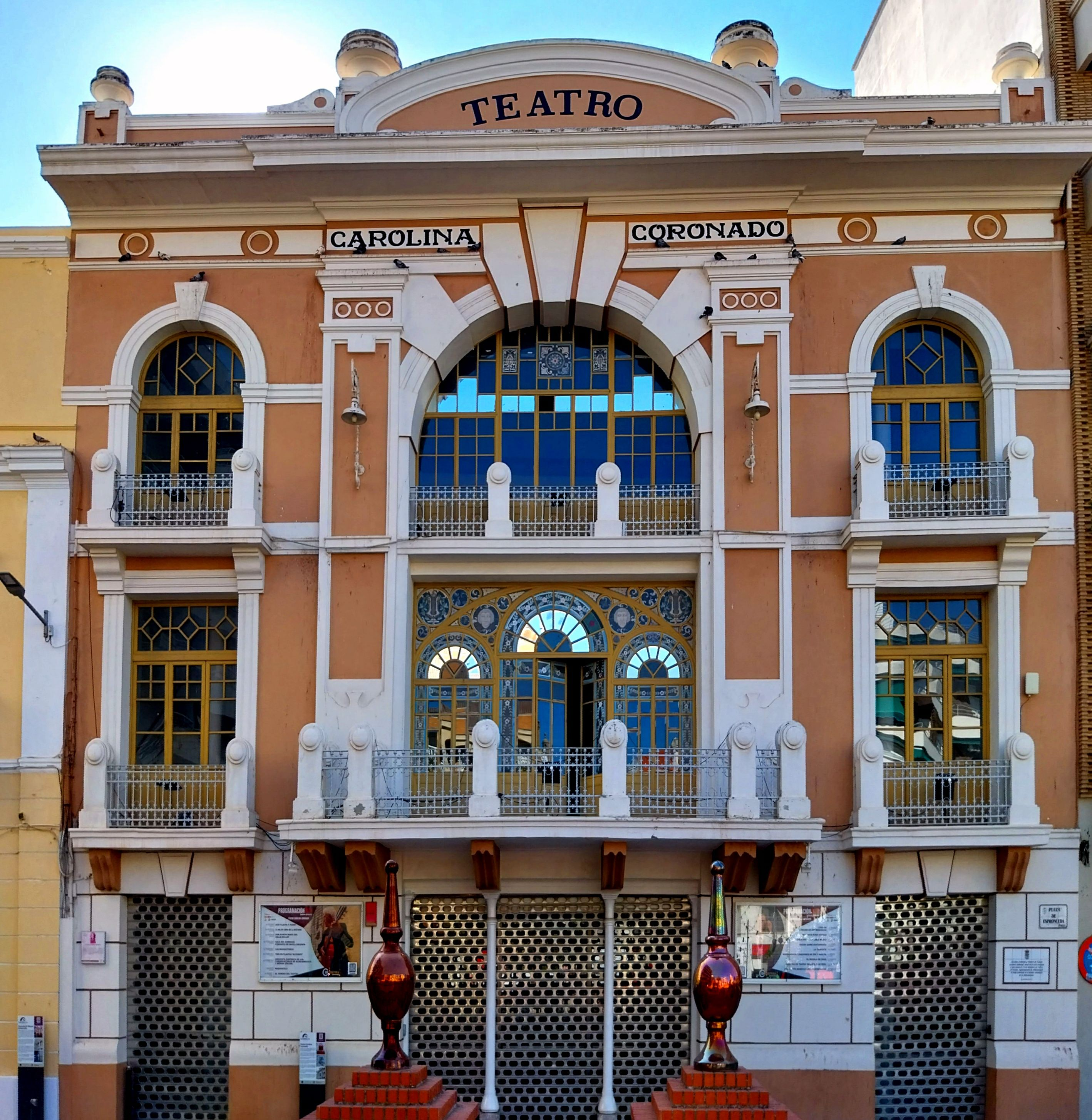
Teatro Carolina Coronado (1916)

Debe su nombre a la poetisa romántica, natural de Almendralejo, Carolina Coronado Romero de Tejada. Fue construido en el año 1916 y de esta época conserva su fachada, con cierto sabor modernista en las vidrieras emplomadas y la balaustrada de hierro fundido, así como los frescos de Adelardo Covarsí en las bóvedas. En el interior conserva sus salones de aire neoclásico, los palcos y plateas, siendo el salón de los espejos la estancia con más decoración. Fue transformado en cine en 1971 por el arquitecto Juan Mancera Martínez y vuelto a convertir en teatro a finales de la década de 1990.

#### Círculo Mercantil

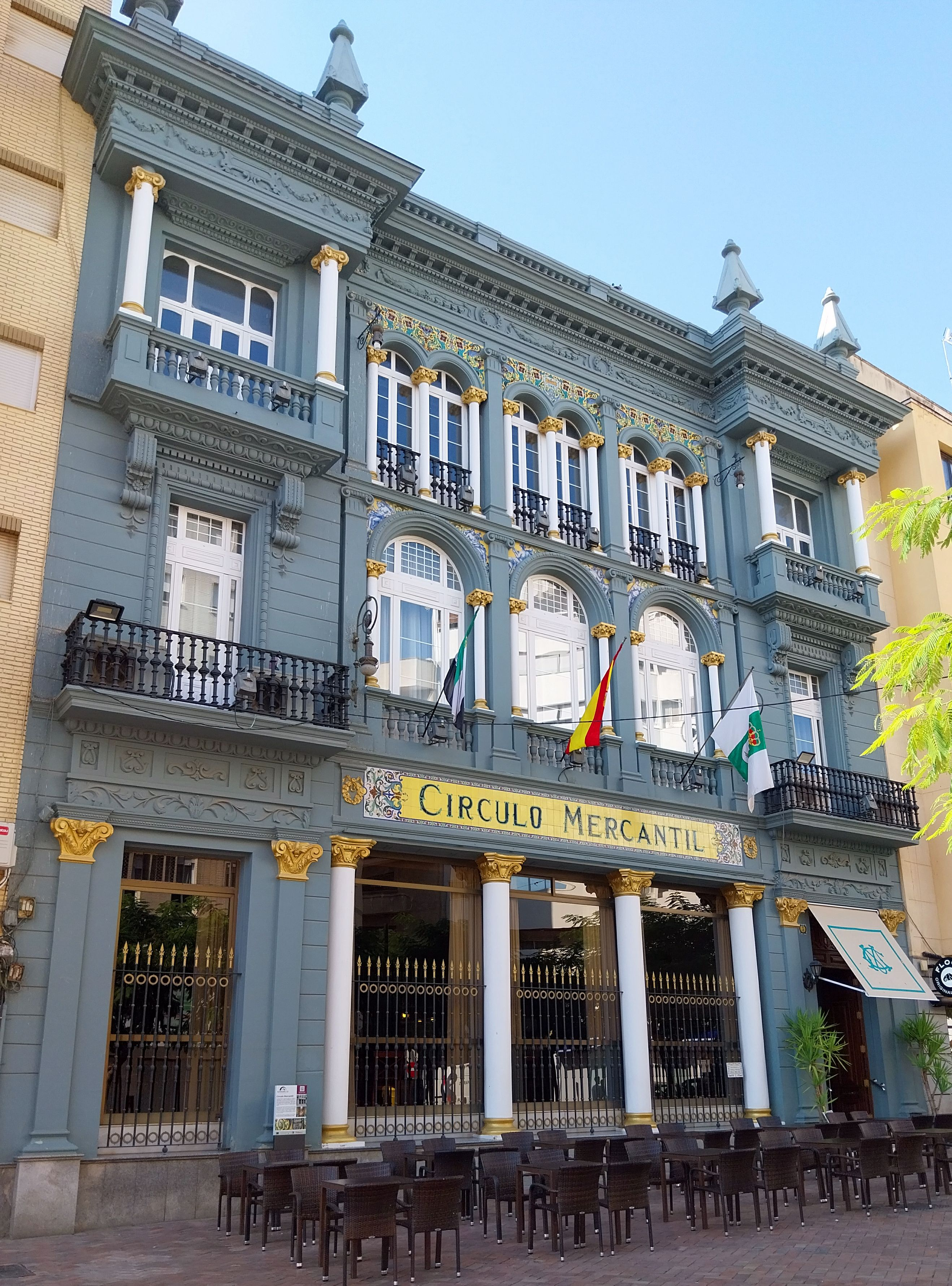
Círculo Mercantil de Almendralejo (1924)

Es un edificio de tres plantas con fachada de aire clasicista que se asemeja a la del Teatro Carolina Coronado. Fue construido en 1925 por el arquitecto sevillano Juan José López Saéz, la decoración de la fachada se basa en pilastras, molduras, decoración en bajorrelieve y cerámica vidriada. El interior cuenta con varios salones decorados con zócalos de azulejo y molduras de escayolas pintadas y su decoración pictórica estuvo a cargo del importante pintor extremeño Adelardo Covarsí.

#### Sociedad El Obrero Extremeño
La Sociedad Cooperativa del Obrero Extremeño se creó en 1895 con una finalidad recreativa y cultural. El edificio construido en 1930 se sitúa en la plaza de Espronceda junto al teatro. Destaca su fachada de influencia neoclásica con tres plantas y su interior con un magnífico patio central porticado y zócalo de azulejos. Fue posteriormente ampliado en 1955 y 1971 cuando se le añade un tercer piso.

#### Palacio de Justicia
Levantado en 1891 con fachada de estilo neoclásico, es un edificio de una sola planta con sótano y la distribución de las dependencias judiciales se disponen en torno a cuatro patios, uno en cada extremo del edificio.

#### Plaza del Mercado
Fue construida en 1925 con estilo neomudéjar, característico de la época y muy usado en el sur de España. En el exterior el acceso al mercado se realiza mediante escalera y cuatro puertas, una en cada fachada decorada en blanco y rojo.
Estación Enológica

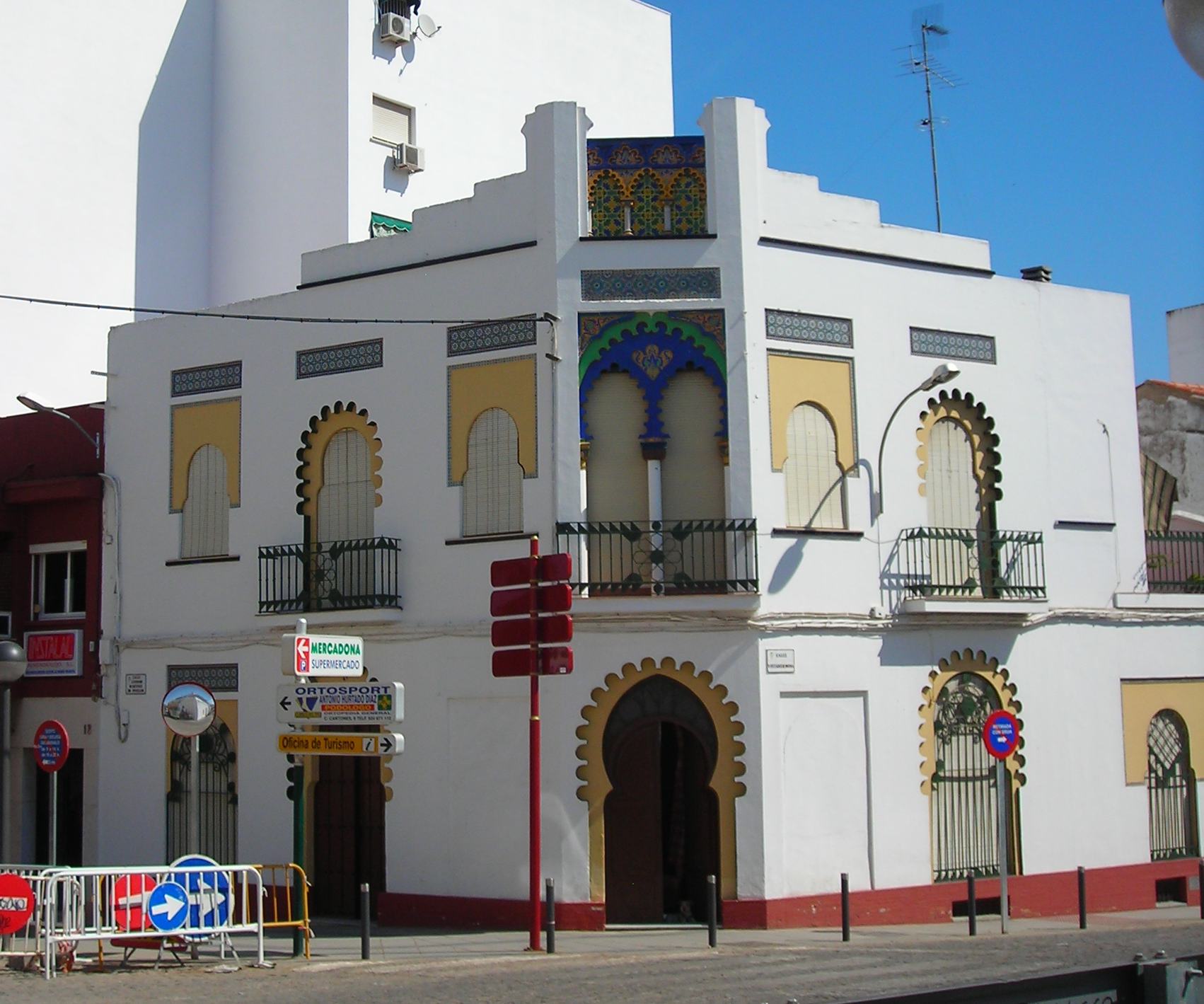
La casa de Martín Torrico construida en estilo Neomudéjar en el año 1940

Construida en 1915 por el ingeniero Nicolás García de los Salmones y el arquitecto barcelonés Antonio Pons. Durante la guerra sufrió un gran deterioro y abandono hasta que en 1949 empieza a ser renovada, se volvería a inaugurar en 1958

### Tejido urbano y esculturas

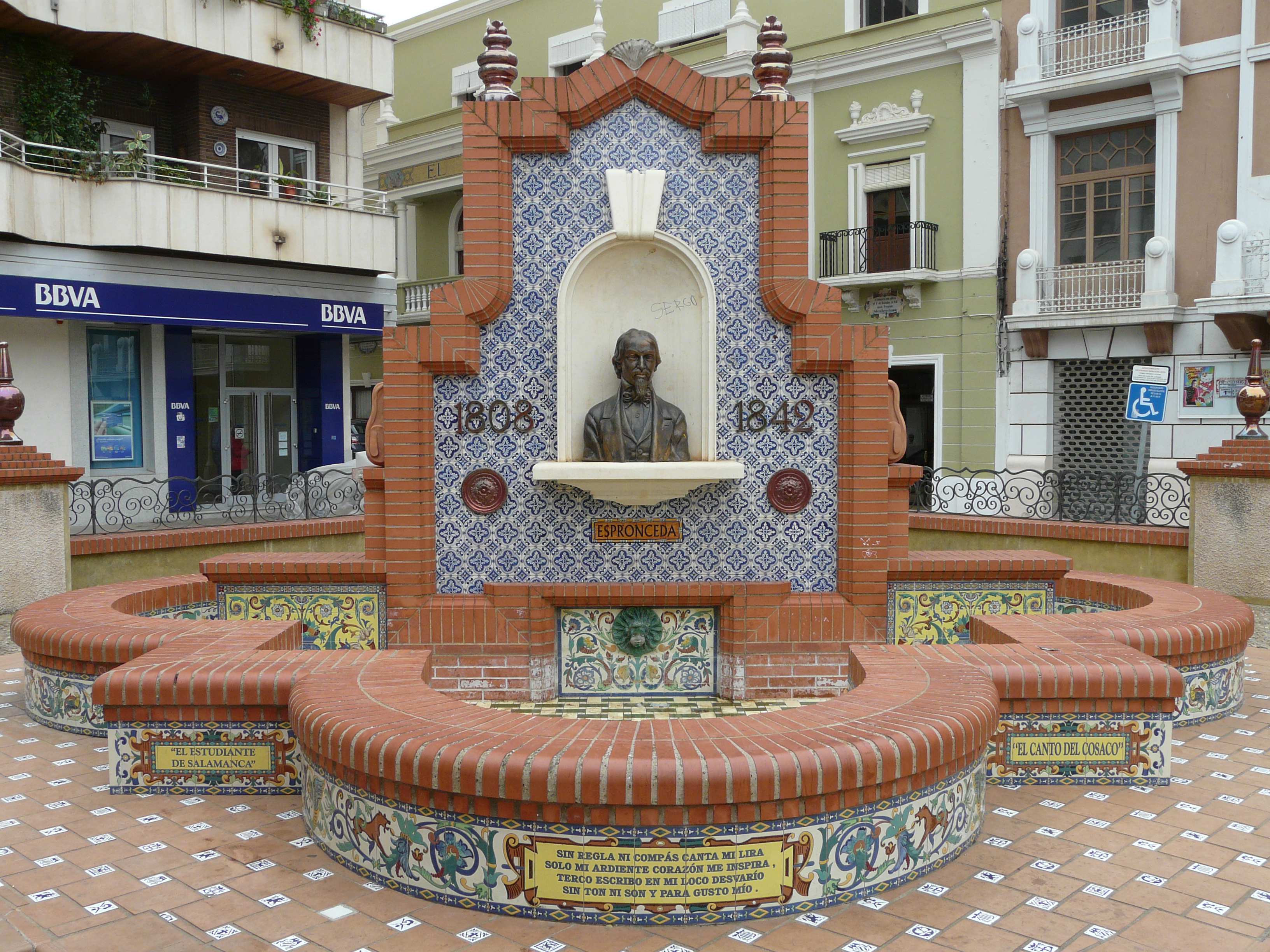
Monumento a José de Espronceda

Muchos son los grupos escultóricos que embellecen la capital de la Tierra de Barros de entre los que destaca el dedicado a La Paz por el emeritense Juan de Ávalos. De gran simbolismo es también el llamado El Vendimiador, realizado por el artista local Diego Garrido y que representa fiel y emotivamente a un campesino cargando un serón de uva, tal y como lo hacen miles y miles de ellos durante los meses de agosto y septiembre. No faltan los que evocan a su hijo más significado, José de Espronceda, el príncipe del Romanticismo español, que preside la acogedora plaza de su nombre junto con el dedicado a la otra hija predilecta de la localidad, Carolina Coronado, poetisa encuadrada en idéntica corriente literaria. Una plaza completamente remodelada en 2002 conservándose el encanto romántico de la anterior.
En sus tejidos modernos se abren amplias avenidas de grandes construcciones con abundancia de hermosos parques y jardines entre los que sobresale el gratísimo parque de La Piedad. Muchos se engalanan con grupos escultóricos como el dedicado a La Paz, obra de Juan de Ávalos; o el que con acusado simbolismo representa al tipo más genuino de la población, el Vendimiador, realizado por el artista local Diego Garrido.
En el aspecto artístico los valores de Almendralejo resultan numerosos y de relevante interés. Especial mención requiere el conocido Disco de Teodosio, hallado el siglo pasado, obra de plata de grandes dimensiones de finales del siglo IV, hoy conservado en Madrid, y que remite a los antecedentes romanos de la localidad. De gran significado resulta el Cristo Crucificado, también de Ávalos, situado en la cabecera de la iglesia parroquial en recuerdo de "Todos los que perdieron su vida en las guerras de España".

## Cultura

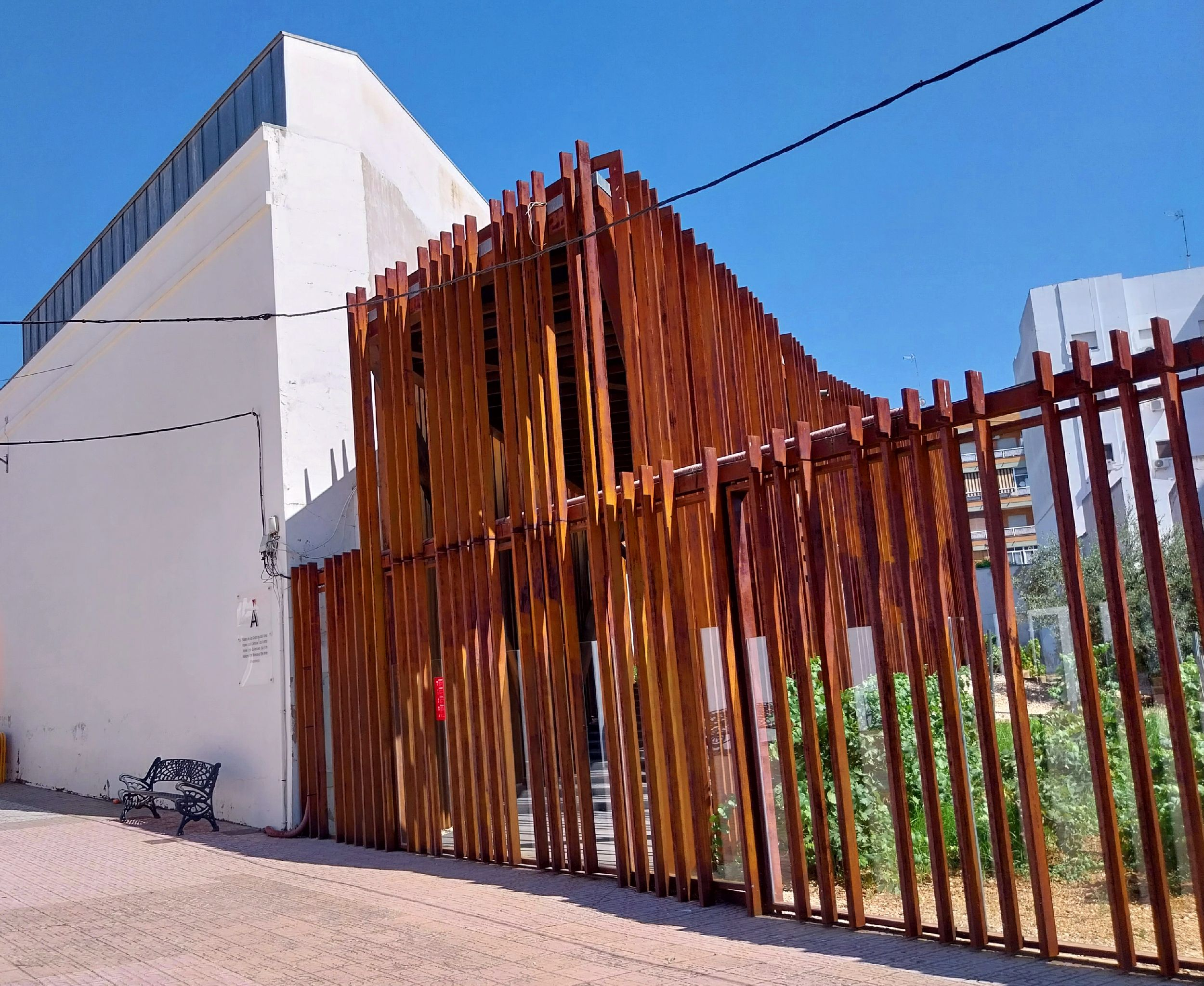
Museo de las Ciencias del Vino

### Entidades culturales
Biblioteca municipal
El 21 de octubre de 1946 un grupo de personas destacadas de la vida cultural, encabezadas por el alcalde Tomás de la Hera, decidieron crear la biblioteca municipal de Almendralejo. Se inauguró al año siguiente, denominándola Biblioteca Municipal Marcos Suárez Morillo y retomando así la tradición establecida en 1900.
Museos
En el Convento de San Antonio el viajero encontrará una exposición permanente de piezas arqueológicas conocida como Colección Monsalud. En el edificio anexo a la Ermita de Nuestra Señora De la Piedad se encuentra el Museo Devocional con artículos relacionados con la patrona local. Y en la carretera de Alange se encuentra el Museo Enológico, formado por una colección particular y con objetos pertenecientes a la elaboración, cata, embotellamiento y distribución de los caldos almendralejenses.
Desde 2010 la ciudad dispone de un Museo de las Ciencias Salvajes, con animales disecados. En 2009 abrió sus puertas el Museo de las Ciencias del Vino, ubicado en el edificio de la antigua Alcoholera Extremeña. La rehabilitación conserva su estructura inicial, respetando la chimenea que permanece como testigo del patrimonio industrial de la localidad. 
La exposición permanente se encuentra distribuida en cuatro partes: Arqueología del Vino, Antropología de Campo, Antropología de Bodega y el pasillo de las Ciencias. Además, dispone de una sala para exposiciones temporales, salón de actos, tienda de vinos y suvenires y jardín con cada una de las variedades autorizadas por la D.O. Ribera del Guadiana.
Complejo cultural Santa Ana
Instalación emblemática en la ciudad por sus características y prestigio en el ámbito educativo y cultural. El complejo cultural Santa Ana está presente en la vida cultural de la ciudad y su biblioteca alberga ejemplares únicos de incalculable valor además de diversos fondos extremeños. Actualmente es una universidad privada, adscrita a la Universidad de Extremadura. Se imparten los grados oficiales de Educación Infantil, Educación Primaria, Ingeniería de las Industrias Agrarias y Alimentarias, y Trabajo Social.
Centro de Cría de Cernícalos Primillas
También en Almendralejo, es posible visitar el Centro de Cría de Cernícalos Primilla de DEMA, cría en cautividad de esta especie amenazada y que la ONG gestiona desde hace doce años.
Yacimiento Huerta Montero.

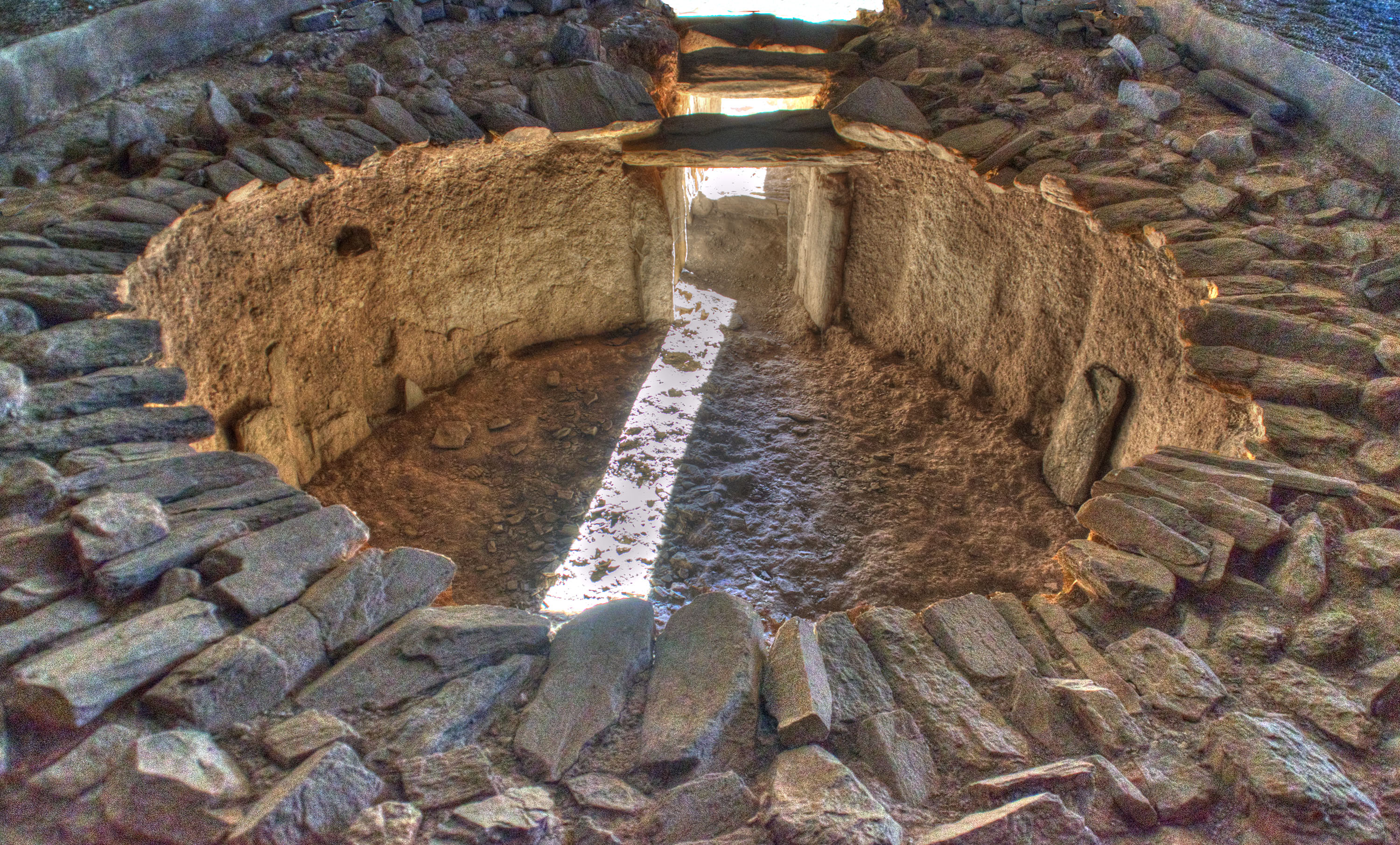
Yacimiento Huerta Montero

Yacimiento prehistórico perteneciente al Calcolítico (4650 años de antigüedad). Se trata de una tumba colectiva en la que se hallaron los restos de 109 personas.

### Eventos culturales

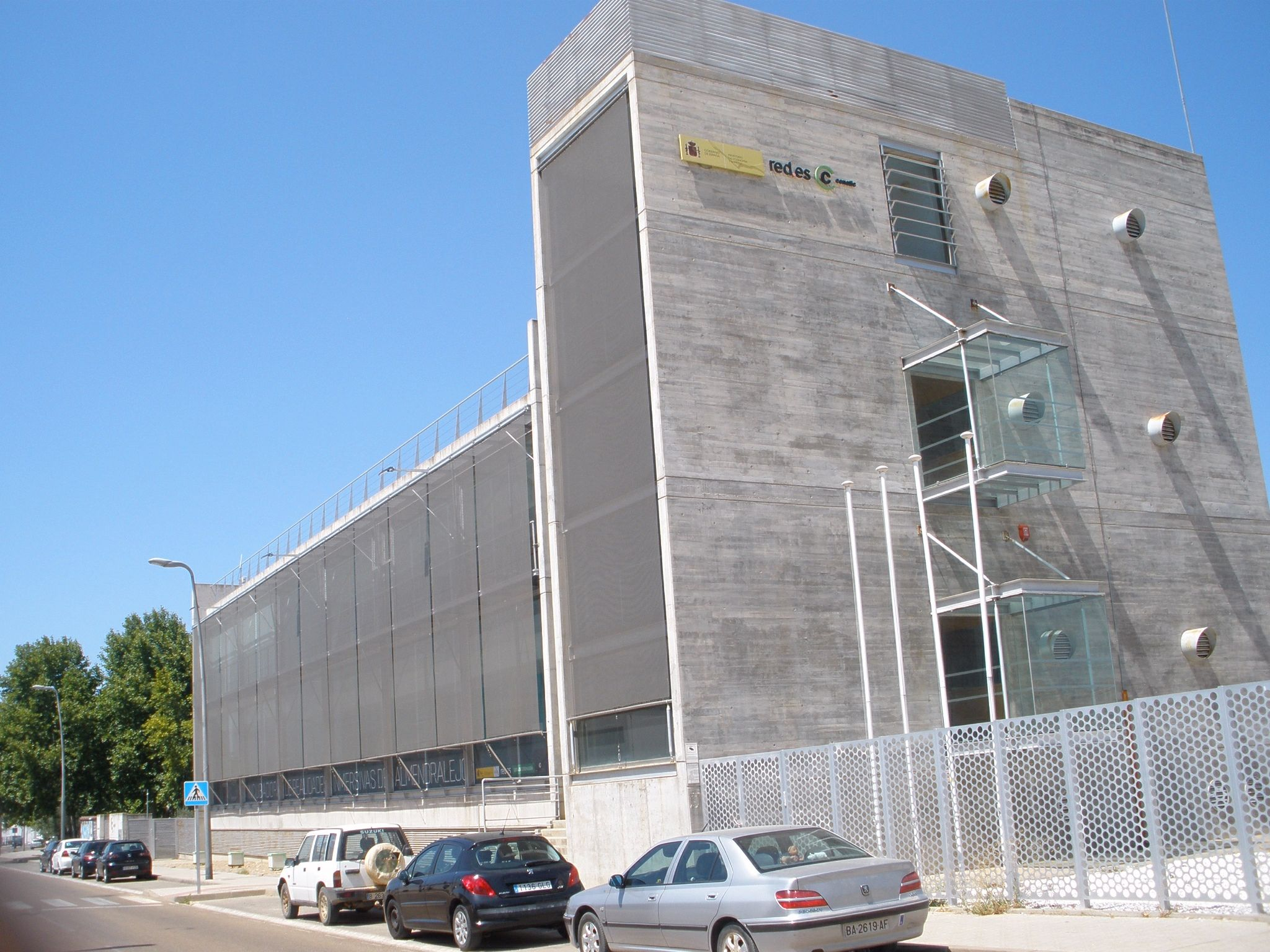
El Centro Nacional de Referencia de Aplicación de las Tecnologías de la Información y la Comunicación (CENATIC) erigió en 2010 su sede en Almendralejo

Durante la primera semana de diciembre, la ciudad celebra unas jornadas sobre la gastronomía extremeña y los vinos de Almendralejo. En los meses de marzo y abril se celebra el Salón del Vino y la Aceituna. Este encuentro gastronómico es considerado como uno de los más importantes del mundo en su sector. Paralelamente a este salón en el recinto ferial se celebra desde el año 2006 una feria de muestras y gastronómica, con su correspondiente ruta de la tapa y en la que se puede disfrutar de la práctica totalidad de la rica gastronomía de la zona. Destacan platos como las migas tierra de barros, caldereta extremeña, sopa de tomate con uvas, cochinillo a la extremeña con aceitunas negras, revuelto de setas, tostadas de caldillo, arroz con liebre, patatas con manitas de cerdo y mondongo. También se ofrecen platos elaborados con pescado: la ensalada templada de bacalao y la trucha a la extremeña.
Por último debido a ser la «Ciudad del Romanticismo», Almendralejo viene realizando por mayo una Ruta Literaria en honor a José de Espronceda y Carolina Coronado, ambos nacidos en esta localidad, en esta se adornan todas las calles de la zona centro y los dependientes de las tiendas se visten de época al igual que las personas, ya más de mil, que hacen un recorrido por los lugares más representativos de la ciudad, partiendo del Palacio de Monsalud que fue donde nació José de Espronceda hasta la ermita de la Piedad pasando antes por muchos más sitios de la localidad, además por cada lugar que pasan hacen una serie de actuaciones evocadas a los poetas. Esto solo lleva tres o cuatro años realizándose pero ha logrado atraer a gran público.

### Festividades
Las Candelas
Aunque es una fiesta que se remonta al origen romano de la localidad, desde el siglo XVII está documentada en Almendralejo la celebración de las fiestas de Las Candelas (1 y 2 de febrero). En ella se queman las Pantarujas o Peleles que son representación del mal. Multitud de muñecos peleles se alzan entre las llamas de cada una de las hogueras o candelas construidas por barrios, familias y grupos de amigos y que adornan con figuras de personajes o de los hechos más conocidos del año.
Cuando cae la noche, los vecinos se reúnen alrededor de sus candelas, que arden durante horas, y en torno a las cuales se degustan los productos de la reciente matanza acompañados de los caldos de esta tierra. Las típicas migas de barros y las sardinas o pestorejos asados son también protagonistas de la celebración. La costumbre ha ido pasando de padres a hijos en una tradición que ha sido espoleada en los últimos tiempos por las asociaciones de vecinos y el consistorio municipal.
Otras festividades
Desde el 13 al 17 de agosto tienen lugar las Fiestas de la Piedad, Patrona de la localidad y a la que acuden gentes de toda la provincia, y las de la Vendimia, para conmemorar la llegada de la nueva cosecha y el comienzo del pisado de la uva.
El 3 de febrero, Día de San Blas se festeja en el campo consumiendo los populares hornazos de chorizo, esperando el retorno de las cigüeñas, animal símbolo e icono de la comunidad autónoma y, especialmente, de la localidad. Y el 25 de abril, la Romería de San Marcos, celebrada desde 1511 en el lugar donde ahora se levanta en su nueva ermita. Los Carnavales y la Semana Santa son también fiestas con amplia participación de los almendralejenses.

### Gastronomía

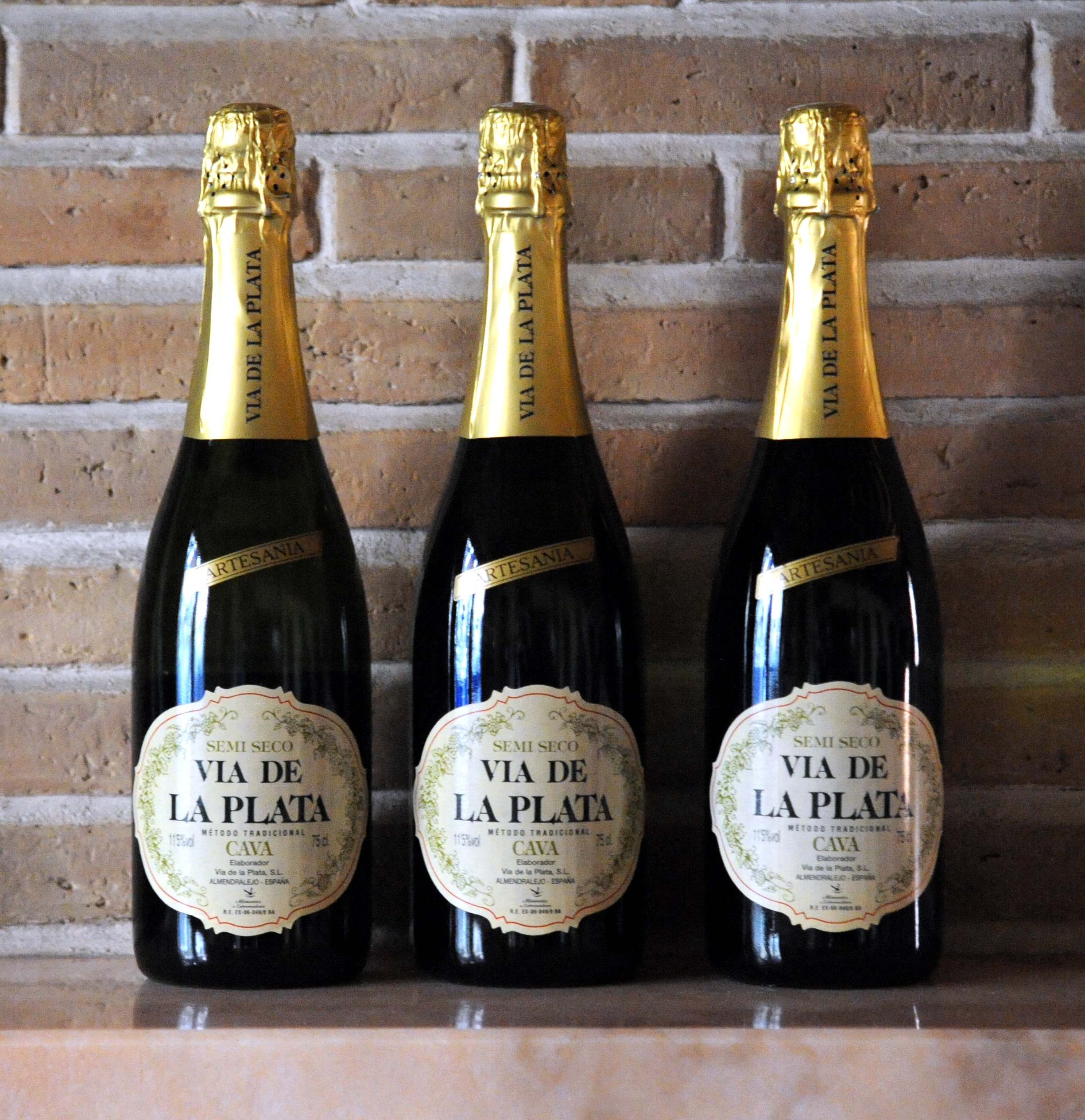
Cava extremeño producido en Almendralejo

Almendralejo es sede de la denominación de origen Ribera del Guadiana, vinos que en los últimos años han alcanzado unos niveles de calidad y producción tan destacados que han sido elogiados en las más prestigiosas publicaciones de dentro y fuera de España. Sus doce bodegas, con más de cuarenta marcas en el mercado, han llegado a convertirse en parte central de las fiestas y de la vida ciudadana del municipio. Entre ellas figura la única bodega de Extremadura que cuenta con una producción íntegramente ecológica.
También hay que destacar que el municipio pertenece a la "Región del Cava", según determina el Centro Regulador del Cava, produciendo una cava de excelente calidad.
En el ámbito de la aceituna, numerosas industrias, tras una esmerada selección, un mimado procedimiento de aderezo y un cuidadoso y tecnológico envasado, sacan al mercado aceitunas en variedades como la Manzanilla (aderezadas, envasadas, en salmuera y negras), Gordalillas (enteras, partidas o rajadas con aliño tradicional), Verdiales, Pico limón y Serranas.
En Almendralejo, también se viene realizando durante el mes de marzo el Palacio del Vino y la Aceituna de Extremadura, con una amplia gama de ofertas relacionadas con el vino, además de cantidades de stands de degustación. Este año se ha celebrado la 8.ª edición y es un salón que crece por años a una velocidad vertiginosa y muy prometedora para la región.

### Deporte

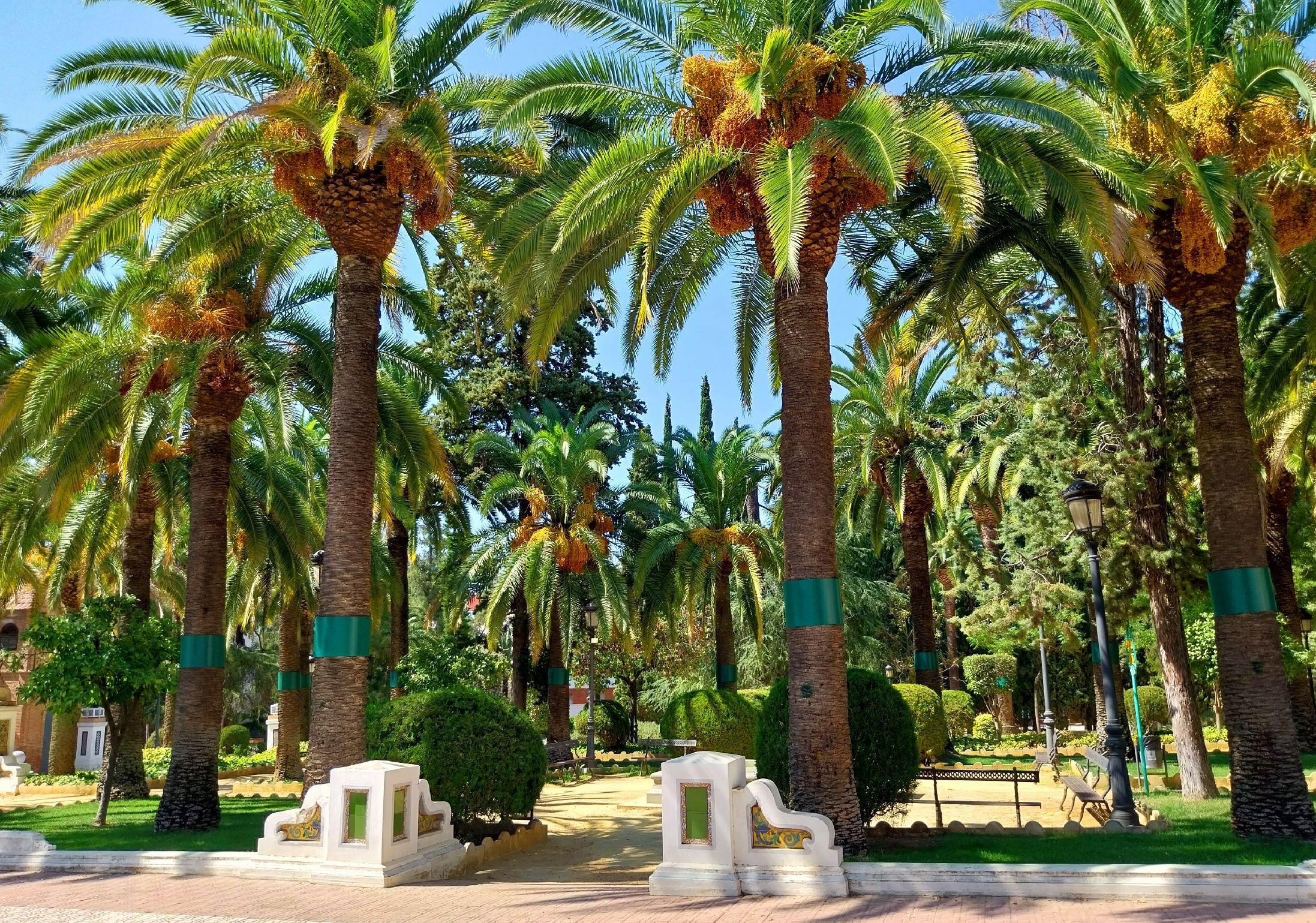
Parque de la Piedad

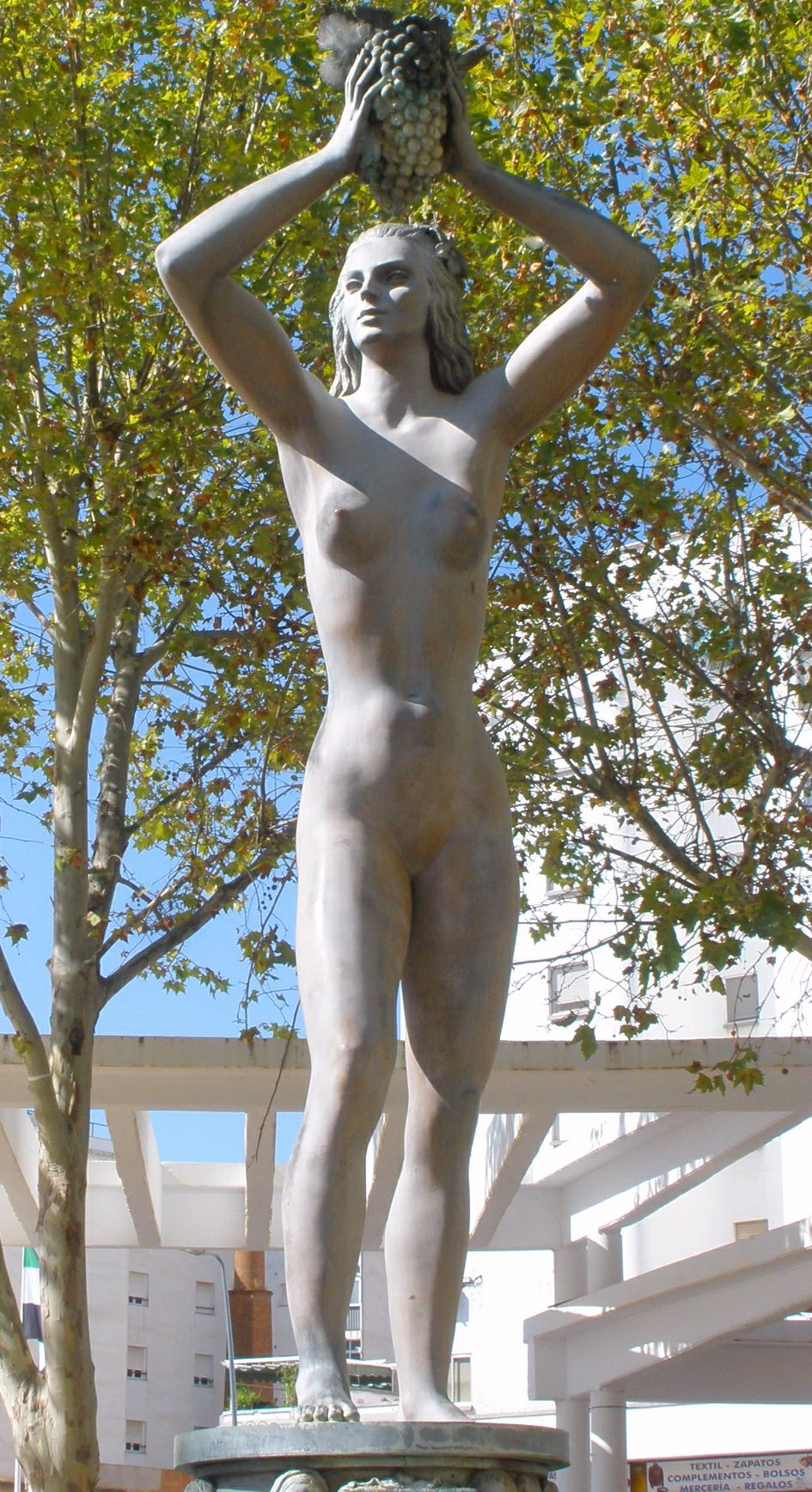
La Musa del Vino, icónica escultura de Almendralejo, en la plaza de Extremadura

- Extremadura UD, equipo de fútbol que llegó a militar en segunda división, desapareció en 2022.
- Atlético San José Promesas, equipo de fútbol que militó hasta 2016 en la Tercera División. A partir del verano de 2016, pasó a ser el filial del Extremadura UD.
- CF Extremadura, club de fútbol desaparecido en 2010 y que llegó a estar en la primera división de España.

El Estadio de Fútbol Francisco de la Hera, donde jugaba el Extremadura UD

- UB Almendralejo, equipo de baloncesto que compite en la Primera Nacional (5.ª categoría).
- Extremadura Femenino C.F. es la unión del Club Deportivo Las Mercedes de Almendralejo y el Club Puebla Femenino de Puebla de la Calzada. Actualmente este club compite en la segunda división nacional femenina Grupo IV. En la temporada 2008/2009 compitió en Superliga. Desde la temporada 2017 hasta 2020 estuvo unido al Extremadura UD, siendo su versión femenina.
- AD Almendralejo Voleibol, con equipos masculino y femenino. El masculino actualmente en liga FEV y el femenino en 2.ª división.
- AD Voleibol Almendralejo: Está en los mejores momentos de su historia tras ascender dos temporadas consecutivas instalándose ahora en superliga2, 1.ª categoría de este deporte, en la temporada 10/11
- Club Natación Almendralejo, club de natación de la ciudad, el cual es uno de los más destacados en toda Extremadura y de donde han salido grandes nadadores a nivel nacional e internacional como Miguel Durán, quien participó en los Juegos Olímpicos de Río de Janeiro 2016.
- BM Tierra de Barros, de balonmano, con equipo en 2.ª División Nacional.
- Los Almendros TM y Almendralejo TM, equipos de tenis de mesa, pasan actualmente por un gran momento deportivo y en la temporada 09/10 militaban ambos en 1.ª División Nacional con aspiraciones a ascender a División de Honor.
- Filiales como el Gius Almendralejo en baloncesto y equipos de categorías inferiores de fútbol como el EMF Almendralejo.
- El CGA o Club Gimnástico Almendralejo de gimnasia rítmica.
- Cuenta con el CP Almendralejo, un club de fútbol base, que cuenta con su equipo juvenil en la categoría de División de Honor, la máxima categoría juvenil a nivel nacional.
- Además cuenta con un cuarto club de fútbol el CD San Roque
- También existe un club de Salvamento y Socorrismo, la Escuela Salvamento Almendralejo, que a lo largo de su historia presenta varios campeones de España y un gran palmarés en campeonatos de Extremadura donde se consolidó durante varios años seguidos como el mejor club de Extremadura.

A mediados de septiembre se celebra el Rally de la Vendimia, organizado por el Motor Club Almendralejo dirigido por D. Juan Pardo. Es el más importante y antiguo de Extremadura ya que en 2021 cumplió su 50 aniversario. En el año 2000 y 2001 fue puntuable para el Campeonato de España de Rallyes de Asfalto. Almendralejo es cuna del automovilismo en Extremadura y una de las ciudades con la afición más importante a nivel nacional. Cabe destacar al piloto almendralejense D.Eduardo Noriego ganador 6 veces seguidas del rally. En 2023 el rally será puntuable para el Campeonato de España de Rallys de Asfalto junto a 6 rallyes más de toda España.